# المشاعر المقدسة
المشاعر المقدسة هي أماكنُ جغرافية تقع في محيط مكّة المُكرمة وردَ ذكرها صراحةً أو الإشارة إليها في القرآن الكريم، وهي مِنى، وعرفات، ومزدلفة. ويأتي إليها المسلمون الذين يريدون تأدية فريضة الحج وهو الركن الخامس من أركان الإسلام. يرتبط كل مشعر بعدد من المناسك والأعمال التي يؤمر بها الحجاج، والتي تبدأ في اليوم الثامن من شهر ذي الحجة، وفيه يتجه الحجيج إلى منى لقضاء يوم التروية، ثم ينفرون (يُسرعون) إلى عرفة لقضاء يوم عرفة، ثم يعودون إلى منى مرورًا بمزدلفة لقضاء أيام التشريق.
حظيت المشاعر المقدسة بعناية ورعاية واهتمام عند المسلمين خاصتهم وعامتهم عبر العصور المتعاقبة؛ لما لها من قدسية ومكانة دينية وتاريخية، فحرصوا على أمنها واستقرارها ورخائها وازدهارها، وسعوا إلى بذل نفائس أموالهم في عمارتها وتنمية مرافقها وتزويدها بأرقى الخدمات وأكملها؛ ليستطيع المسلمون تأدية مناسكهم وعباداتهم في يسر وأمن وسلامة.
وإلى جانب أعمال التنمية والتطوير التي حظيت بها المشاعر، شهدت تلك الأماكن أحداثًا سياسية وأمنية منذ العهد النبوي حتى السعودي، وثقتها كتب وروايات المهتمين والرحالة والمؤرخين، كما وثقت كثيرًا من المعالم والآثار والنقوش التي كان يكتبها الحجاج لوقوعها في طرق سيرهم للتنقل بين منى ومزدلفة وعرفات، والتي اندثرت غالبيتها مع مرور الزمن، أو بفعل أعمال التطوير.

## التسمية
تعود تسمية المشاعر المقدسة إلى اعتياد العرب تسمية المواقع بصفة جزء منها، أو بفعل أمر بها، أو لحادثة حدثت فيها؛ ولم تخرج أسماء المشاعر عن ذلك. فالمشاعر هي: المعالم، ومواضع النسك. ومنها قولك: شعرت بالشيء، أي علمته، وأغلب الظن أن أسماء المشاعر عُرفت منذ ذلك الوقت؛ وكل ما ورد في أسباب أسمائها المتعددة وتعليلها، إنما هي أقوال تناقلها الخلف عن السلف؛ لذا يصعب الركون إلى إفراد سبب دون الآخر. فمشاعر الحج إذا ذكرت فالمقصود بها عرفات ومزدلفة ومنى.
وقد ذكرَ عَرفات ومزدلفة في القرآن الكريم في سورة البقرة: ﴿لَيْسَ عَلَيْكُمْ جُنَاحٌ أَنْ تَبْتَغُوا فَضْلًا مِنْ رَبِّكُمْ فَإِذَا أَفَضْتُمْ مِنْ عَرَفَاتٍ فَاذْكُرُوا اللَّهَ عِنْدَ الْمَشْعَرِ الْحَرَامِ وَاذْكُرُوهُ كَمَا هَدَاكُمْ وَإِنْ كُنْتُمْ مِنْ قَبْلِهِ لَمِنَ الضَّالِّينَ ۝١٩٨﴾ [البقرة:198]، والمشعر الحرام هو مزدلفة، وورد في في نفس السورة أيضاً ﴿وَاذْكُرُوا اللَّهَ فِي أَيَّامٍ مَعْدُودَاتٍ فَمَنْ تَعَجَّلَ فِي يَوْمَيْنِ فَلَا إِثْمَ عَلَيْهِ وَمَنْ تَأَخَّرَ فَلَا إِثْمَ عَلَيْهِ لِمَنِ اتَّقَى وَاتَّقُوا اللَّهَ وَاعْلَمُوا أَنَّكُمْ إِلَيْهِ تُحْشَرُونَ ۝٢٠٣﴾ [البقرة:203]، وهي إشارة إلى منى، إذ إن المقصود بالأيام المعدودات أيامُ منى (أيام التشريق).

## مشعر منى
هو وادٍ تحيط به الجبال، ويبعد نحو 6 كيلومترات شرق مكة. ينزل فيها الحجاج يوم التروية، وهو اليوم الثامن من شهر ذي الحجة للارتواء من الماء ويقضون فيه أيام التشريق وهي أيام الحادي عشر، والثاني عشر، والثالث عشر من ذي الحجة لرمي الجمرات.
سبب التسمية: لأن جبريل عندما أراد مفارقة آدم، قال له: تمنى: قال أتمنى الجنة. فسميت بذلك. وقيل: لمنّ الله على إبراهيم بفداء ابنه فيها، وقيل: لمنّ الله فيها بالمغفرة على عباده، وقيل: لاجتماع الناس بها.

### أشهر جبال منى
- ثبير الأثبرة: أو ثبير غيناء، يواجه جبل النور من الجنوب، ويشرف على منى من الشمال، والجهة الجنوبية منه، يعدُّ أعلى جبال مكة.[12]
- جبل الصابح: في صَفْحِهِ مسجد الخيف.[13]

### المساجد في منى
- مسجد الخيف: وتعني الموضع المرتفع عن الأرض، لوقوعه على خيف(2) جبل الصفائح، ويسمى أيضًا مسجد العيشومة على اسم شجرة نابتة في موضعه. بُنِيَ خلال العهد النبوي، لذلك، يعد من أوائل المساجد في الإسلام.[14][15][15]
- مسجد البيعة: يذكر أن الذي أنشأ هذا المسجد الخليفة العباسي أبو جعفر المنصور عام 144هـ/1227م،[16] وتبين ذلك في ثلاثة نقوش مثبتة على الجدارين الغربي والشرقي للمسجد.[17]
- مسجد المنحر: كان هذا المسجد قائمًا بين الجمرتين الأولى والوسطى. عمّره الملك قطب الدين أبو بكر بن المنصور صاحب اليمن عام 645هـ/1247م.[18][19]
- مسجد الكوثر: مسجد صغير المساحة، كان موقعه في وسط منى. سمي بذلك لنزول سورة الكوثر على النبي محمد.[20]
- مسجد الكبش: كان موضعه أسفل جبل ثبير، وهو عبارة عن مسطبة مربعة الشكل، فوقها قبة تعتمد على أربعة أعمدة من الأركان.[10]
- مسجد المرسلات: مسجد صغير، كان يقع على سفح جبل الصابح -جنوب مسجد الخيف-، وذُكر أنه سمي بذلك، لنزول سورة المرسلات على الرسول في موضعه.[21]
- مسجد عائشة: يعرف أيضًا باسم معتكف عائشة، وبيت أم المؤمنين.[22]

### الآبار في منى
لأن الحجاج يمكثون بها مدة أطول من المشاعر الأخرى، كان احتياجهم للماء بها أكبر، لذا وجد بها كثير من الآبار المعروفة، وهي: بئر الصلاصل. وتحدث تقي الدين الفاسي عن 15 بئرًا في منى، وهي المعروفة في زمانه في القرنين 8-9هـ/14-15م، ومنها: (الحجامية، وكدانة، وعمارة، والكليبة، والشعبانية، وإسماعيل، وبئر في بيت الجعافرة، وسمير، وبئر تنسب لابن فطيس، وأم النخلة، وأم الحمام، والعسيلة، والعراقيب) إضافة إلى عدد من الآبار الأخرى الموجودة داخل منازل وأحواش منى.

## مشعر عرفات

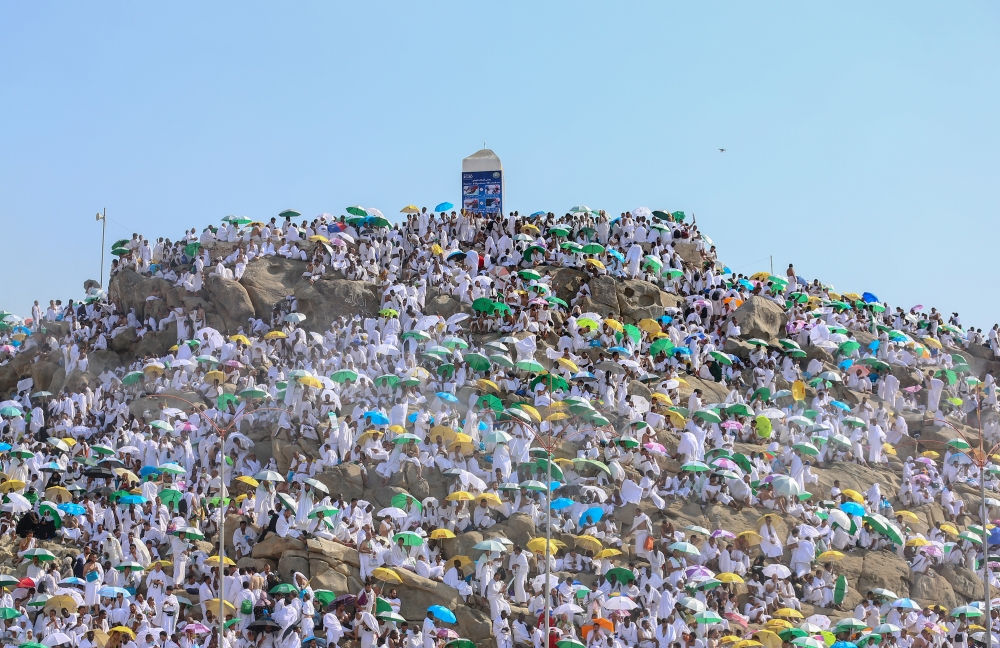
جبل الرحمة بعرفات

هو سهل منبسط، يجتمع فيه المسلمون الذين قدموا لتأدية مناسك الحج في اليوم التاسع من شهر ذي الحجة. يعتبر المشعر الوحيد الذي يقع خارج حدود الحرم المكي. يقال أنه سمي بهذا الاسم لأن الناس يتعارفون فيه. يستمع فيه الحجاج يوم عرفة إلى خطبة في مسجد نمرة.
من أهم معالمه جبل عرفة، المسمى بجبل الرحمة والذي يصل طوله إلى 300 متر، وبوسطه شاخص طوله 7 أمتار. ويتكون الجبل من أكمة صغيرة مستوية السطح وواسعة المساحة، مشكلة من حجارةٍ صلدةٍ ذات لون أسود كبير الحجم.
سبب التسمية: جرى اختلاف بين العلماء حول سبب تسمية جبل عرفة، حيث قيل أن ذلك يرجع إلى أنّ جبريل وحين كان يعلّم آدم المناسك يردّد قول أعرفت أعرفت، فيقول عرفت عرفت، وقيل أنّ سبب التّسمية يرجع إلى أنّ النّاس يجتمعون في يوم عرفة على صعيد جبل عرفات ويتعارفون بينهم، وهو اليوم الذي تتنزّل فيه الرّحمات وتعتق الرّقاب.

### أشهر جبال عرفة

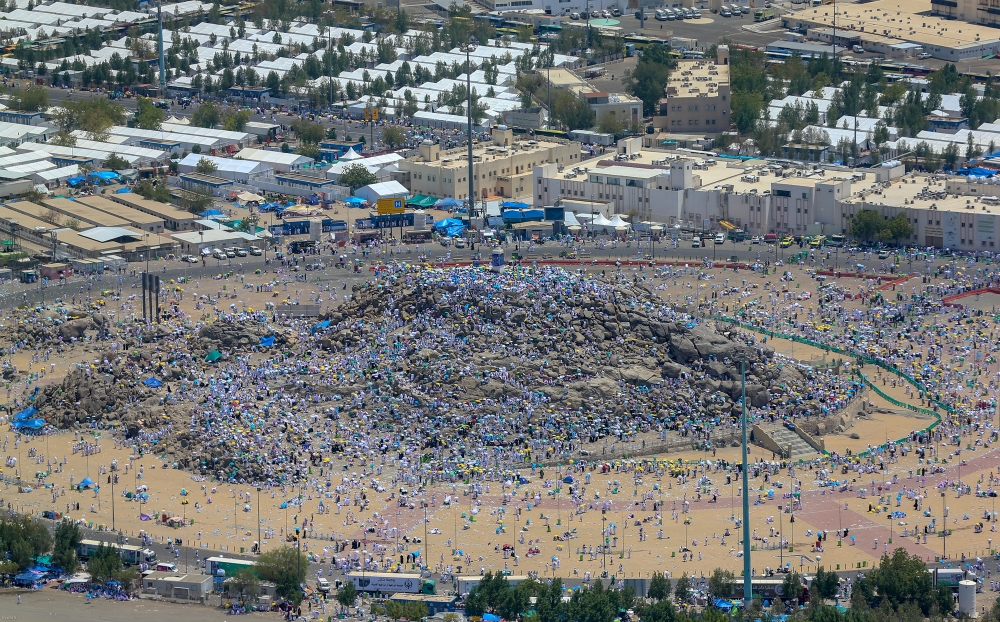
جبل الرحمة

- جبل إلال: ويعرف بالنابت، والقرين، لأنه على هيئة قرن. وبالأشهر من أسمائه جبل الرحمة، وجبل عرفة.[28]
- جبل سعد: جبل أسمر، يشرف على الموقف، من الشمال الشرقي من عرفات.[29]
- جبل ملحة: ويسمى أيضًا الأمغر، يقع في الجنوب الشرقي من عرفات، وهو أصغر من جبل سعد، ويقع على يسار الخارج من عرفات باتجاه وادي نعمان.[30]

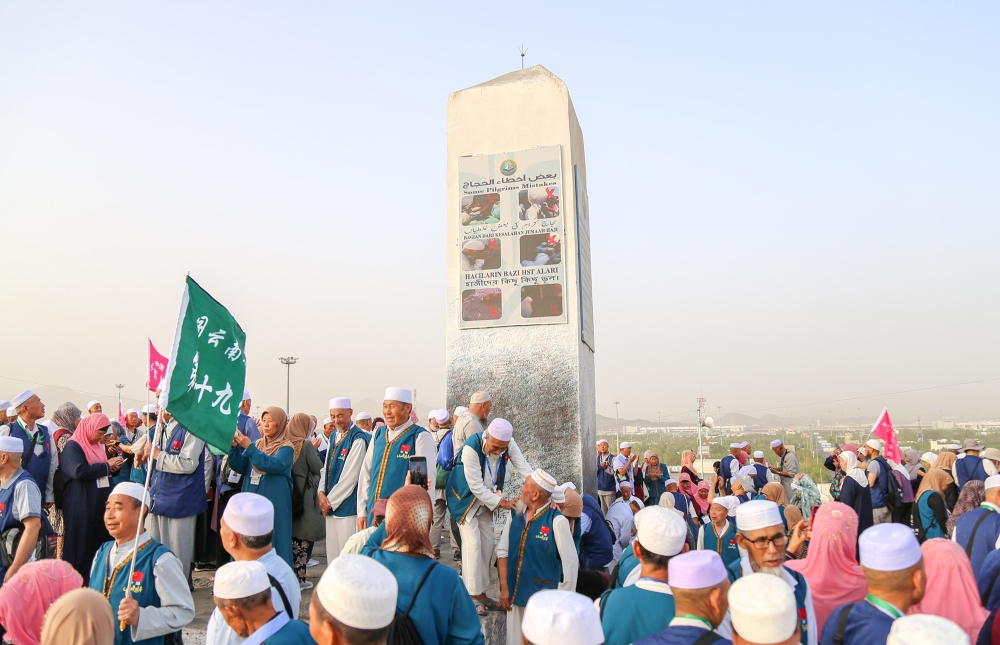
شاخص جبل الرحمة يعود تاريخ هذا الشاخص لأكثر من 400 عام، طوله 7 أمتار، وهو موجود أعلى جبل الرحمة. كانت توضع عليه مشاعل كبيرة لإنارة الجبل، إذ لم تتوفر في السابق الإنارة والكهرباء. واجه وجود الشاخص اعتراضات من قبل بعض الإسلاميين في السعودية نظرًا لتحوله إلى معلم يتبرك به الحجاج، ويكتبون عليه أمانيهم، ما دفع الجهات المختصة إلى توفير مترجمين بعدة لغات يعملون على توضيح عدم مشروعية ذلك، وتنبيههم لما قد يحدث من إفساد العقيدة.

- جبل أم الرضوم: جمع رضم، وهو كوم من الحصى يشبه الرجم، تحف بعرفات من الجنوب، وهي حدها من هناك.[33]
- جبل نمرة: جبل صغير بارز، يراه الواقف بعرفة بالقرب من وادي عٌرنة.[34]

### المساجد في عرفات
- مسجد نمرة: يعرف بعدة أسماء وهي: مسجد إبراهيم الخليل، ومسجد عرفة، ومسجد عرنة. يقع في شمال عرفات.[35]
- مسجد الصخرات: يقع أسفل جبل الرحمة في الناحية الجنوبية الشرقية. سمي بذلك لأنه يقع بين صخرات كبيرة بعضها فوق بعض.[36][37][38]
- مسجد جبل الرحمة: كان موجودًا في قمة جبل عرفة، وقيل إنّ الذي بناه هو الوزير محمد بن علي المنصور، المعروف بالجواد الأصبهاني عام 559هـ/1163م.[39][40]

### الآبار في عرفات
- بئر رم: حفرها مرة بن كعب بن لؤي.[10]
- بئر ركايا قدامة: حُفرت بعرنة مما يلي مكة.[41]
- بئر السيرة: حفرها مرة بن كعب، وقيل لؤي بن غالب.[42]
- بئر الروا: حُفرت في عهد خزاعة.[10]
- بئر هشام بن المغيرة: حفرها بنو مخزوم، وتقع عند مسجد إبراهيم، وقد أصلحتها وعمرتها خالصة مولاة الخيزران زوجة الخليفة العباسي المهدي، فنسب إليها وأصبح يعرف ببئر خالصة.[41][43]
- بئر السقيا: عمّرها عبد الله بن الزبير عن مأزمي عرفة.[10]

## مشعر مزدلفة

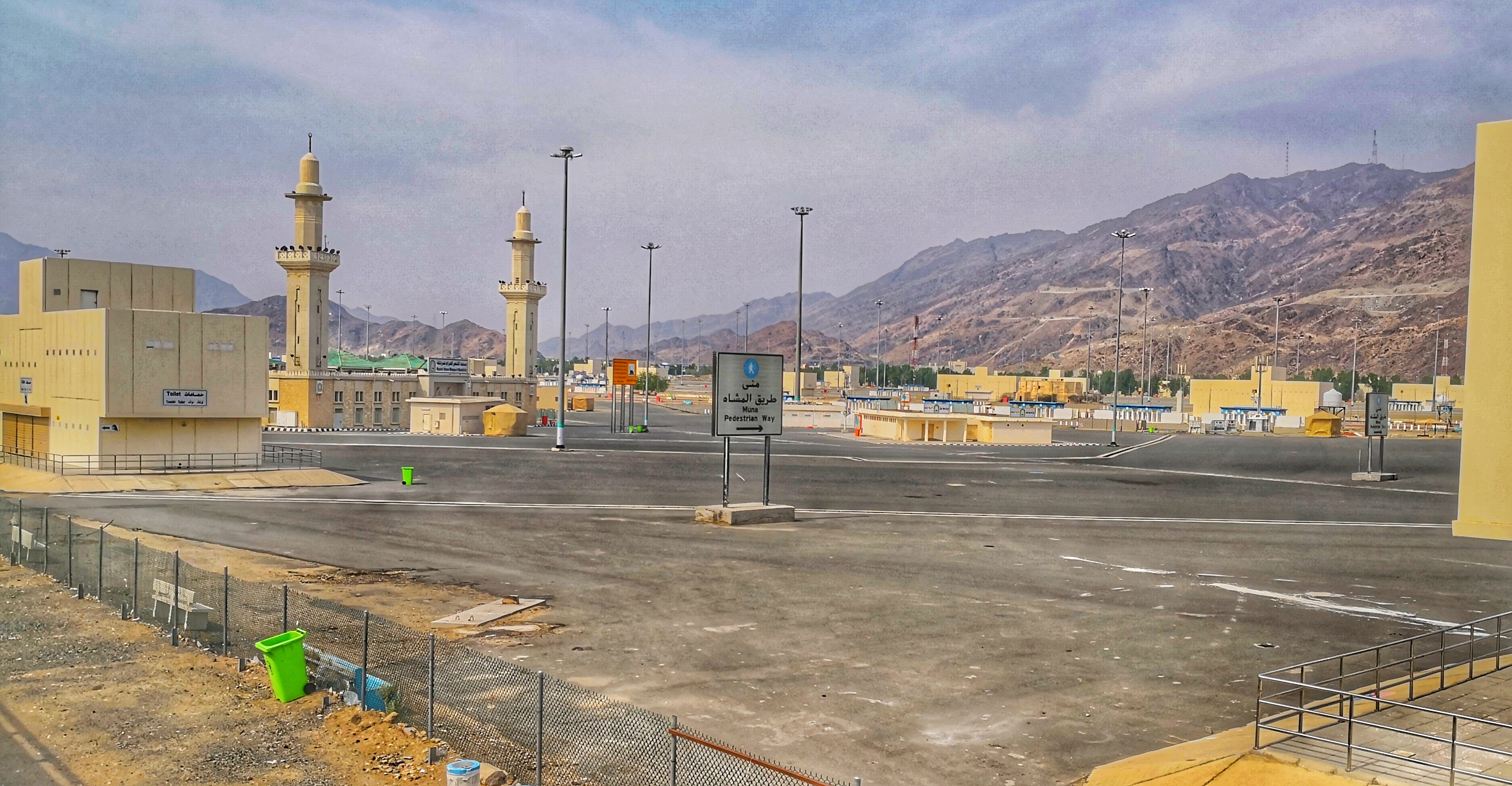
مزدلفة

هو مكانٌ بين منى وعرفة يبعد عن المسجد الحرام حوالي 8 كم. يأخذ الحجاج منها الحصى التي يرمون بها الجمرات. فيه مسجد المشعر الحرام، وهو الموقع الذي نزل فيه النبي محمد ﷺ. سبب التسمية: لنزول الناس بها في زلف الليل، وقيل أيضًا لأن الناس يزدلفون فيها إلى الحرم، كما قيل إن السبب أن الناس يدفعون منها زلفة واحدة أي جميعًا. ويعد مشعر مزدلفة بكامله موقفًا عدا وادي محسر، وهو موضع بين مزدلفة ومنى يسرع فيه الحجاج في مرورهم.

### أشهر جبال مزدلفة
- جبل قُزح: يقع بطرف مزدلفة من الجنوب غربي المشعر الحرام.[48]
- جبل المريخيات: سلسلة جبلية، تمتد من مزدلفة جنوبًا، إلى وادي عُرنة.[49]
- جبل ثبير الأحدب: هو القسم الشمالي من جبل ثبير النصع، فثبير النصع جبل يشرف على مزدلفة من الشمال الشرقي، ويسمى شماله، جبل الأحدب، وجنوبه جبل المرار.[50]

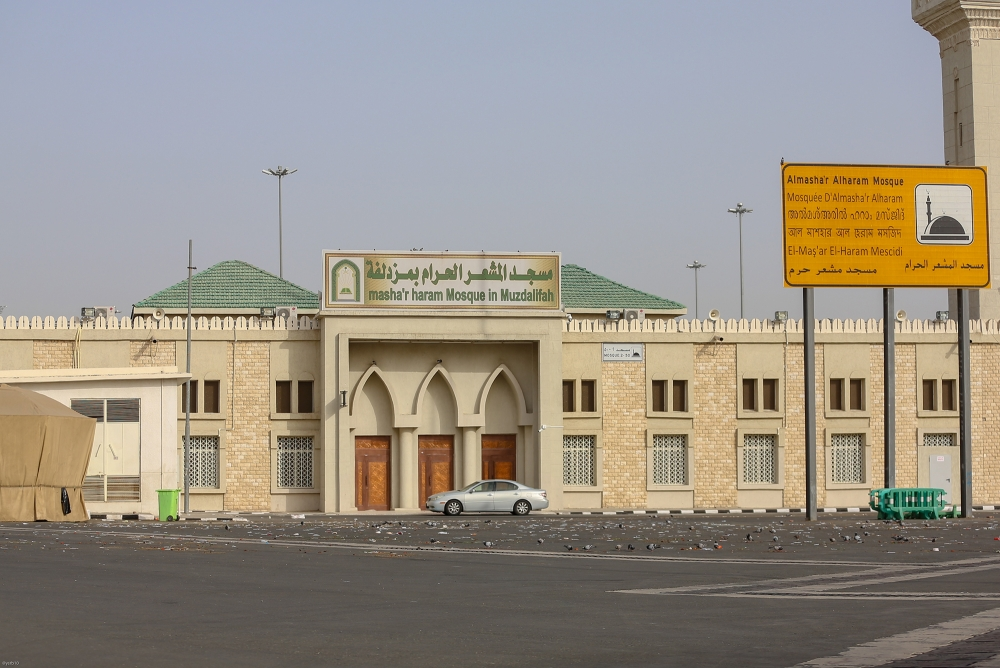
مسجد المشعر الحرام

### المساجد في مزدلفة
مسجد مزدلفة: وهو مشهور بمسجد المشعر الحرام، وقد تمت الإشارة إليه ضمنياً في سورة البقرة : ﴿لَيْسَ عَلَيْكُمْ جُنَاحٌ أَنْ تَبْتَغُوا فَضْلًا مِنْ رَبِّكُمْ فَإِذَا أَفَضْتُمْ مِنْ عَرَفَاتٍ فَاذْكُرُوا اللَّهَ عِنْدَ الْمَشْعَرِ الْحَرَامِ وَاذْكُرُوهُ كَمَا هَدَاكُمْ وَإِنْ كُنْتُمْ مِنْ قَبْلِهِ لَمِنَ الضَّالِّينَ ۝١٩٨﴾ [البقرة:198]. وقيل: إنّه أنشئ في العهد العباسي الأول في أول القرن الثالث الهجري.

### الآبار والسدود
أشار ابن جبير إلى توافر كثير من المصانع والصهاريج لحفظ الماء شاهدها بنفسه، وقال: إنها من بناء السيدة زبيدة. وحدد تقي الدين الفاسي ثلاثة آبار بمزدلفة، أحدها قبالة المشعر الحرام، على يمين الذاهب إلى عرفة، والثانية تعرف ببئر البقر، في الجهة اليمنى من البئر السابق، أما البئر الثالث ففي الجهة اليسرى محاذٍ للمشعر الحرام. ويبدو أن ندرة آبار مزدلفة عائدٌ إلى عدم مكوث الحجاج بها مدة طويلة، وهو السبب الذي يبرر أيضًا عدم إقامة السدود بها.

## المشاعر المقدسة عبر العصور

### قبل الإسلام
بحسب المصادر الإسلاميّة، فقد أمر الله نبيّه إبراهيم بدعوة الناس إلى الحج في سورة الحج: ﴿وَأَذِّنْ فِي النَّاسِ بِالْحَجِّ يَأْتُوكَ رِجَالًا وَعَلَى كُلِّ ضَامِرٍ يَأْتِينَ مِنْ كُلِّ فَجٍّ عَمِيقٍ ۝٢٧﴾، ثم أوجب الحج في سورة آل عمران: ﴿فِيهِ آيَاتٌ بَيِّنَاتٌ مَقَامُ إِبْرَاهِيمَ وَمَنْ دَخَلَهُ كَانَ آمِنًا وَلِلَّهِ عَلَى النَّاسِ حِجُّ الْبَيْتِ مَنِ اسْتَطَاعَ إِلَيْهِ سَبِيلًا وَمَنْ كَفَرَ فَإِنَّ اللَّهَ غَنِيٌّ عَنِ الْعَالَمِينَ ۝٩٧﴾ [آل عمران:97]. وكانت المشاعر المقدسة هي المكان الذي ينعقد فيه الحج، وفيها يتعارف بنو آدم، وتتنوع الأحداث من سياسية، واقتصادية، واجتماعية، وغير ذلك.
خرج جبريل بإبراهيم الخليل إلى جمرة العقبة، وإذا بإبليس، فقال جبريل: "كبر وارمه، ثم ارتفع إبليس إلى الجمرة الثانية، فقال جبريل: كبر وارمه، ثم ارتفع إلى الجمرة القصوى، فقال له جبريل: كبر وارمه، ثم انطلق إلى المشعر الحرام، ثم أتى به عرفة، فقال له جبريل: هل عرفت ما أريتك؟ -ثلاث مرات- قال: نعم، قال: فأذن في الناس بالحج، قال: كيف أقول؟ قال: قل: يا أيها الناس أجيبوا ربكم -ثلاث مرات- قال: قالوا: لبيك اللهم لبيك، قال: فمن أجاب إبراهيم يومئذ فهو حاج. تلك هي المشاعر المقدسة التي عُرفت معالمها منذ عهد الخليل، وتوالت الأمم تحج البيت وتستكمل مناسكها.
تشير المصادر الإسلامية إلى أن مكّة بقيت على دين إبراهيم، وهو الدين الحنفي، ولكن مع مرور السنين دخل التحريف فيه، وانتشرت عبادة الأوثان فيها على يد عمرو بن لحى الذي أدخل أول الأصنام إلى مكة، وسنّ لهم شرائعَ أدّت إلى تغيير دين الحنفية. وقد جاء عن النبي محمد ﷺ «عُرِضَتْ علَيَّ النَّارُ فرأَيْتُ فيها عمرَو بنَ لُحَيِّ بنِ قَمْعةَ بنِخِندِفٍ يجُرُ قُصْبَه في النَّارِ وكان أوَّلَ مَن غيَّر عهدَ إبراهيمَ» ، إلا أن انتشار عبادة الأوثان لم ينتقص من قداسة الكعبة لدى أهل مكة، ولا من المواسم المرتبطة بها.

### العهد النبوي
كان للمشاعر المقدسة شأن كبير في العهد النبوي، ففيها انطلقت أول تباشير للهجرة النبوية، فكانت نواة الانطلاق عام 7 من النبوة / 616م عندما قدم قوم من الخزرج إلى قريش طلبًا للحلف معها فسمع بذلك النبي ﷺ فذهب إليهم ببطحاء مكة المكرمة وعرض عليهم الإسلام، ولكن القوم انصرفوا إلى يثرب ولم يتم لهم حلف.

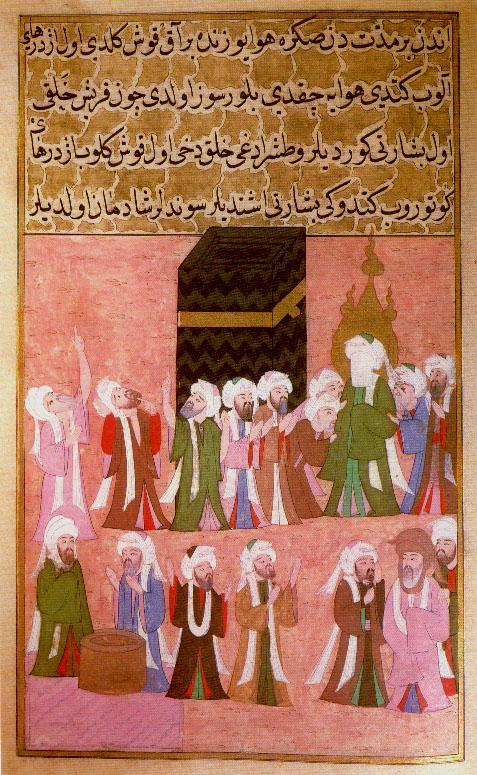
رسم عثماني للمسلمين وهم يطوفون بالكعبة بعد فتحهم مكة، ويبدو النبي محمد وقد غطي وجهه بقماش أبيض.

وفي عام 11 من النبوة / 620م عرض نفسه على القبائل بمنى. فكان له مجلس مع الأوس والخزرج، فما نهضوا حتى بايعوا رسول الله ﷺ.
وعندما حل عام 12 من النبوة / 621م حضر من الأنصار 12 رجلًا، وقيل 11، وقد كان مع النبي ﷺ حينئذٍ أبوبكر الصديق، وعلي بن أبي طالب، فبايعوه عند العقبة في منى على الإسلام -وهي البيعة الأولى-.
وفي عام 13 من النبوة / 622م حضر الحج أصحاب رسول الله ﷺ الذين أسلموا في يثرب ، وكان اجتماعهم بالنبي ثاني أيام التشريق بمنى، وأن يوافوه في أصل العقبة في الشعب الأيمن فالتقوا، وقالوا: سل لربك يا رسول الله، ولنفسك ما شئت، قال ﷺ: «أسأل لربي أن تعبدوه ولا تشركوا به شيئًا، وأسألكم لنفسي أن تمنعوني مما تمنعون منه أنفسكم». قالوا: فماذا لنا إن فعلنا ذلك؟ قال ﷺ: «لكم الجنة». وهذا اتفاق ديني - سياسي.
وكانت قريش تمارس طقوس الحج حسبما توارثته من آبائها ولكن بدخول كثير من العرب في الإسلام، حافظوا على أن يذهبوا لحج البيت، فأصبحت المشاعر المقدسة تضم بين جنباتها المسلم والمشرك. وفي عام 8هـ/629م استعمل رسول الله على مكة عتاب بن أسيد  بعد أن استقرت الأوضاع الداخلية لمكة بعد الفتح، ومضى إلى حنين ﷺ يريد لقاء هوازن، فغزاهم، وانتصر عليهم، ثم عاد إلى مكة محرمًا، فاعتمر ليلًا.
وفي حج العام 9هـ/630م، أرسل النبي صاحبه أبا بكر، واستعمله على الحج، وعلى المناسك، وأمره بالوقوف على عرفة وعلى مزدلفة. هذا الجمع المشترك بين المسلمين والمشركين في الحج نزلت فيه سورة البراءة من المشركين ألا يجتمعوا بعد عامهم هذا مع المسلمين في موقفهم، وبعث النبي إلى أبي بكر عليًا بخبر بعد أن يخطب فيهم يقرأ عليه سورة: ﴿بَرَاءَةٌ مِنَ اللَّهِ وَرَسُولِهِ إِلَى الَّذِينَ عَاهَدْتُمْ مِنَ الْمُشْرِكِينَ ۝١﴾ (التوبة : 1) وبذلك نبذ إلى المشركين عهدهم، وقال: لا يجتمعن مسلم ومشرك على هذا الموقف بعد عامهم هذا.
بعد فتح مكة، استقرت الأوضاع السياسية والأمنية للمسلمين. وفي السنة 10هـ/631م أدى الرسول حجة الوداع، وهي حجة التمام، بحسب سورة المائدة ﴿حُرِّمَتْ عَلَيْكُمُ الْمَيْتَةُ وَالدَّمُ وَلَحْمُ الْخِنْزِيرِ وَمَا أُهِلَّ لِغَيْرِ اللَّهِ بِهِ وَالْمُنْخَنِقَةُ وَالْمَوْقُوذَةُ وَالْمُتَرَدِّيَةُ وَالنَّطِيحَةُ وَمَا أَكَلَ السَّبُعُ إِلَّا مَا ذَكَّيْتُمْ وَمَا ذُبِحَ عَلَى النُّصُبِ وَأَنْ تَسْتَقْسِمُوا بِالْأَزْلَامِ ذَلِكُمْ فِسْقٌ الْيَوْمَ يَئِسَ الَّذِينَ كَفَرُوا مِنْ دِينِكُمْ فَلَا تَخْشَوْهُمْ وَاخْشَوْنِ الْيَوْمَ أَكْمَلْتُ لَكُمْ دِينَكُمْ وَأَتْمَمْتُ عَلَيْكُمْ نِعْمَتِي وَرَضِيتُ لَكُمُ الْإِسْلَامَ دِينًا فَمَنِ اضْطُرَّ فِي مَخْمَصَةٍ غَيْرَ مُتَجَانِفٍ لِإِثْمٍ فَإِنَّ اللَّهَ غَفُورٌ رَحِيمٌ ۝٣﴾ [المائدة:3]، وفيها وقف الرسول بعرفة، وخطب في الأمة آنذاك.

### العهد الراشدي
لم تكن هناك أي حوادث سياسية في مكة المكرمة والمشاعر المقدسة، نظرًا لانشغال المسلمين بالتوسّع خارج الحجاز والجزيرة العربية. ولكن في نهاية العهد الراشدي في عام 39هـ/659م، كاد أن يقع قتال بين قثم بن العباس والي مكة من قبل علي بن أبي طالب، وبين يزيد بن شجرة الرهاوي، الذي بعثه معاوية بن أبي سفيان لإقامة الحج وأخذ البيعة له بمكة، ونفي والي علي، ولكن حدث الصلح بينهما على أن يعتزل كل منهما الصلاة بالناس، ويختار الناس من يصلي ويحج بهم، فاختاروا شيبة بن عثمان الحجبي، فصلى بالناس وحج بهم.

### العهد الأموي
جرى في العهد الأموي ما كان يجري في عصر الرسولﷺ، والخلفاء الراشدين، من إطعام الحجاج، ولم يشذ الأمويون عن هذه القاعدة، فقد كانوا يقيمون الموائد لإطعام الحجاج في مكة المكرمة، ومنى أيام الموسم. وأُثِر عن الخليفة معاوية بن أبي سفيان أنه اشترى دارًا بمكة المكرمة وجعل فيها قدورًا، وخصص لها مالًا لذبح الجزُر، والغنم، فيطبخ فيها ويطعم الحجاج أيام الموسم.

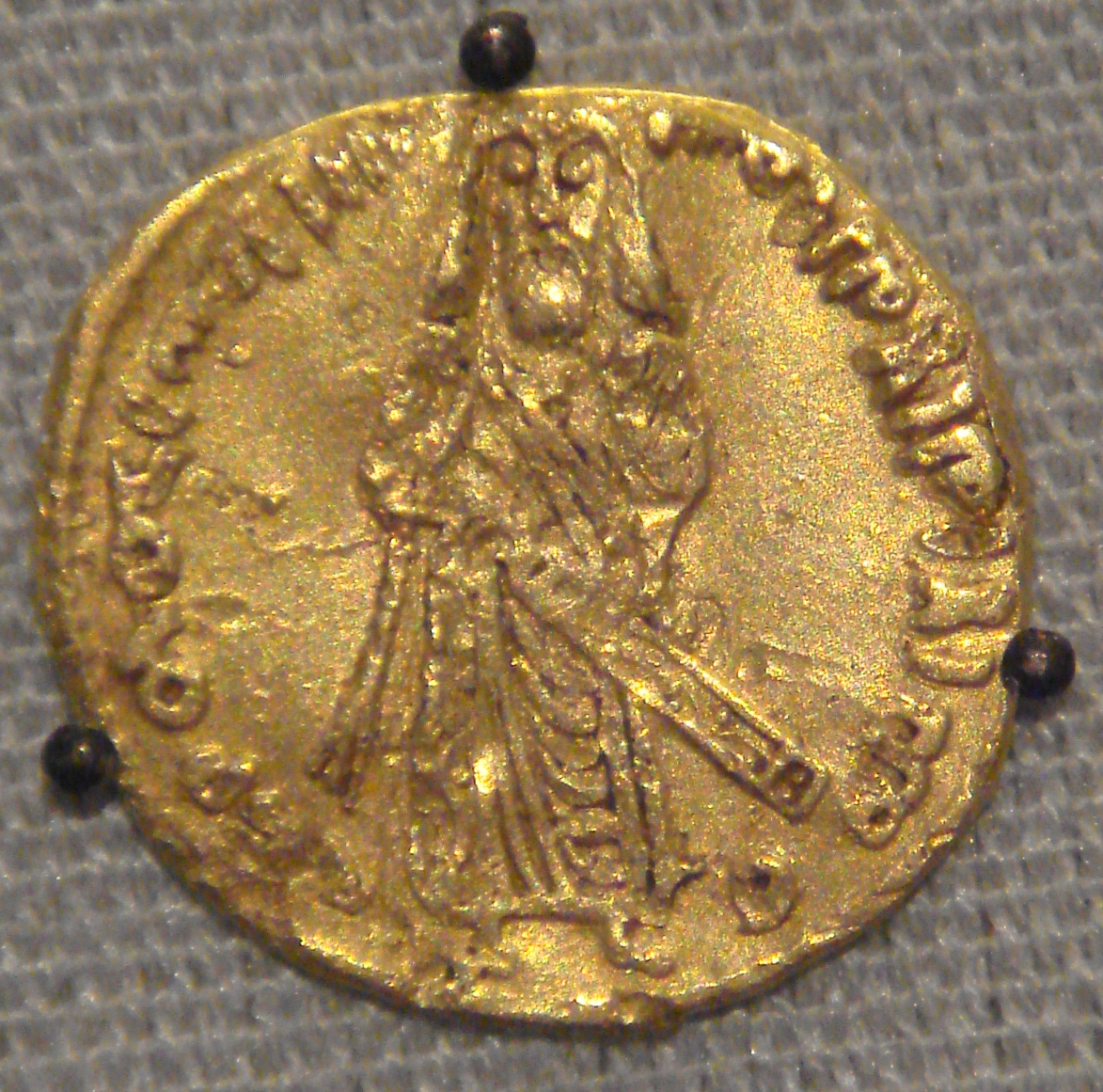
سك نقدي نقش عليه عبد الملك بن مروان بن الحكم

واستمر خلفاء الدولة الأموية يأمرون ولاتهم على مكة المكرمة بإطعام الحجاج، ويصرفون الأموال لهذا الغرض. فعندما أراد الخليفة سليمان بن عبد الملك تأدية فريضة الحج عام 97هـ/715م، أمر واليه على مكة المكرمة بأن ينحر جُزرًا(1) ويقسمها، وأن يعد طعامًا ويدعو إليه القادمين للحج، كما أن الخليفة عمر بن عبد العزيز كان ينفق الأموال على إطعام الحاج.
كثرت الأحداث السياسية والفتن في مكة دون المشاعر، وخصوصًا تلك التي تتعلق بأمر من يلي الحج بالناس. وشهدت المشاعر المقدسة حراكًا سياسيًا كلٌّ على حسب مغزاه، وقد كان ذلك منذ أن قرر معاوية بن أبي سفيان إعلان قيام الدولة الأموية. ومن الأحداث ما حصل عام 64هـ/683م، حيث حوصر عبد الله بن الزبير؛ لأن أهل الحجاز قد بايعوه  وشهد الموقف بعرفة، وقوف أربعة ألوية، لواء لابن الزبير على الجماعة، ولواء لابن عامر على الخوارج، ولواء لمحمد بن الحنفية على الشيعة، ولواء لأهل الشام لبني أمية.
ومن أهم الأحداث التي أثرت في أمن الحج هو ما حصل في عام 72هـ/691م، من وصول جيش الخليفة عبد الملك بن مروان بقيادة الحجاج بن يوسف الثقفي لقتال عبد الله بن الزبير وأهل مكة، فلم يتمكنوا من الوقوف بعرفة، وانتهت الأحداث بمقتل ابن الزبير.
وفي عام 129هـ/746م، والناس بعرفة طلع عليهم أبو حمزة الخارجي، من طريق الطائف بأعلام وعمائم سود، ومعه 700 رجل. وقد خاف الناس، وقد راسلهم أمير الحج، وطلب الهدنة منهم حتى تنقضي أيام الحج، وينفر الناس النفر الأخير، فاتفقوا على ذلك، وانقضى الحج والناس آمنون.

### العهد العباسي
عندما آلت الخلافة إلى بني العباس بعد زوال الدولة الأموية عام 132هـ/749م، واصل العباسيون عادة إطعام الحجاج في موسم الحج، الذي أصبح يسمى طعام الموسم. وكان هذا الطعام يصنع كل عام للناس في مشعر منى حتى ينقضي الحج.
ولم تقتصر أعمال البر في المشاعر المقدسة في العهد العباسي على الرجال فقط، فقد أوردت الأخبار إسهام كثير من نساء الدولة في هذه الأعمال. نذكر ما أنفقته جميلة بنت ناصر الدولة الحمداني عام 366هـ/976م من أموال وكساء لمن حج ذلك العام معها ولأهل مكة ما يقارب 20,000 دينار، وورد: أنها سقت أهل عرفة كلهم السويق والسكر والثلج استمرارًا لسقاية الحاج.
وكان الخلفاء والأمراء في العهد العباسي يمتثلون لنصيحة العلماء، ويحرصون على تنفيذها، فمثلًا كان الخليفة هارون الرشيد إذا تولى إمارة الحج بنفسه، اصطحب معه مائة من الفقهاء والعلماء وأبنائهم، حيث يقدمون أعمالًا كبيرة لتوضيح الأحكام وتفقيه الناس وتعليمهم بأمور دينهم ومناسك حجهم.
طيلة فترة حكم الدولة العباسية وحتى سنة 250هـ/864م، وقعت حوادث محدودة لم تعكر صفو أمن الحجيج، ولم يكن لها تأثير مباشر على أمن الحج، لأنها ثورات ذات طابع سياسي. ففي 199هـ/814م، وقف الناس بعرفة بلا إمام، وصلوا بلا خُطبة؛ لفرار أمير مكة عنها متخوفًا من حسين الأفطس العلوي.
وفي عام 251هـ/865م، خرج إسماعيل بن يوسف العلوي على الخليفة العباسي، فوجّه الخليفة المتوكل آنذاك جماعة لقتال إسماعيل، وقد وافوه بالموقف بعرفة، فقاتلهم، وقتل من الحجاج نحو 1100، وسلب الناس وهربوا إلى مكة، ولذلك، لم يقف الناس بعرفة لا ليلًا ولا نهارًا.
والمتتبع للأحداث التاريخية، يلاحظ كثرة الفتن التي شهدتها مكة والمشاعر في أواخر العهد العباسي، والتي كان سببها تعدد المذاهب، وظهور فرق، وظهور دويلات مستقلة في المشرق الإسلامي، أدى إلى عدم استتباب الأمن والأمان في المنطقة، وهذا أثر سلبًا في الحج، وتناقص أعداد الحجاج بشكل ملحوظ.

#### العهد الأيوبي
تسببت التغيرات المناخية في العهد الأيوبي بسبب قلة الأمطار أو لكثرتها، في انتشار المجاعات بسبب القحط في عدد من السنين، مثلما حدث في السنوات 558هـ/1162م، 565هـ/1169م، حيث انتشرت الأوبئة بين الناس بسبب قلة المعيشة، والتي يسببها كثرة الحجاج مع قلة المؤونة، حتى إن الحجاج لم يستطيعوا بسبب أمراضهم الانتقال إلى مسجد النبي ﷺ في المدينة المنورة؛ لانتشار الوباء فيهم.
وكان للموقع الجغرافي لمنطقة الحجاز وقربها من بلاد الشام ومصر دور في تأثرها بالأوبئة والأمراض، سواء البلدانية بها، أو التي تحدث بسبب الكوارث الطبيعية والتغيرات المناخية وتنتشر فيها عن طريق الهواء، ومن الأمثلة على ذلك ما حصل في عام 600هـ/1203م، فقد عم المطر جميع المنطقة في الشام، ومصر، والحجاز وعلى إثره حدث وباء وهو المعروف بوباء الميلة الذي عم البلاد والعباد في تلك السنة وكان عامًا شديدًا في الحجاز وما جاورها من البلدان.

#### العهد المملوكي
كانت مالية المشاعر في العهد المملوكي ضمن الأوقاف الخاصة بالحرمين الشريفين، وكانت تُرسل بصبحة ناظر الوقف الذي يسلمها بدوره إلى أمير الحاج  وكان يطلق على هذه الأموال المرسلة من السلطة المملوكية إلى الحجاز اسم الصدقة.
وشهدت مكة والمشاعر المقدسة خلال العهد المملوكي تفشي عدد من الأوبئة والطواعين والأمراض السارية المعدية ولمدد متقاربة، فلا يكاد ينتهي طاعون حتى يعود آخر وبمدة زمنية لا تتجاوز عقدًا من الزمن، وذلك بسبب انتشاره بين الحجاج الوافدين من بلاد الشام، ومصر، وكان موطن بؤرة الأمراض والطواعين مدينة حلب التي ترتبط مع نيابة حلب بعلاقات تجارية، إضافة إلى أن بيئة حلب الدافئة، الوفيرة بالمياه الرطبة في فصل الربيع مناسبة لنشاط جراثيم الأمراض البكتيرية وهذا يجعلها موطنًا حاضنًا وناقلًا للمرض.
فقد سجلت عدد من المصادر التاريخية كثيرًا من حالات الأوبئة، التي أصابت الحجاج في هذا العهد في منطقة الحجاز والمشاعر، خصوصًا في أثناء مواسم الحج إذ لم تكن الأحوال الصحية بها جيدة نتيجة للغلاء والقحط الذي تسبب كثيرًا في موت الناس والحجيج عطشًا وجوعًا.

### العهد الفاطمي
شهد العهد الفاطمي كوارث عديدة كانت أحد أهم العوامل تأثيرًا في النواحي الصحية، وأكثرها لحدوث الأوبئة والأمراض، من ذلك ما حدث في سنة 394هـ/1003م، فقد اشتدت الريح التي هبت على المشاعر المقدسة، وهلك بسببها الناس، وفشت بهم الأمراض كالجدري والحصبة.
كما كان للقحط دوره الكبير في تفشي الأمراض في هذا العهد، ففي السنوات 402هـ/1011م، 403هـ/1012م، 404هـ/1013م، 405هـ/1014م، اشتد العطش والحر، وأصاب الناس منه أمراضًا، وهلك منهم الكثير، وبالغ المؤرخون في وصفها، حتى ذكروا أن الناس شربوا أبوال الإبل من شدة العطش. وبسبب فساد الهواء وتغيره ينتشر الوباء الذي يتفشى، فقد يمنع الناس بسببه من الخروج لأداء فريضة الحج، وذلك وقع عام 433هـ/1041م فحذروا الناس من الحج. وفي سنة 474هـ/1081م عم الطاعون الحجاز عامة بما في ذلك المشاعر.

### العهد العثماني

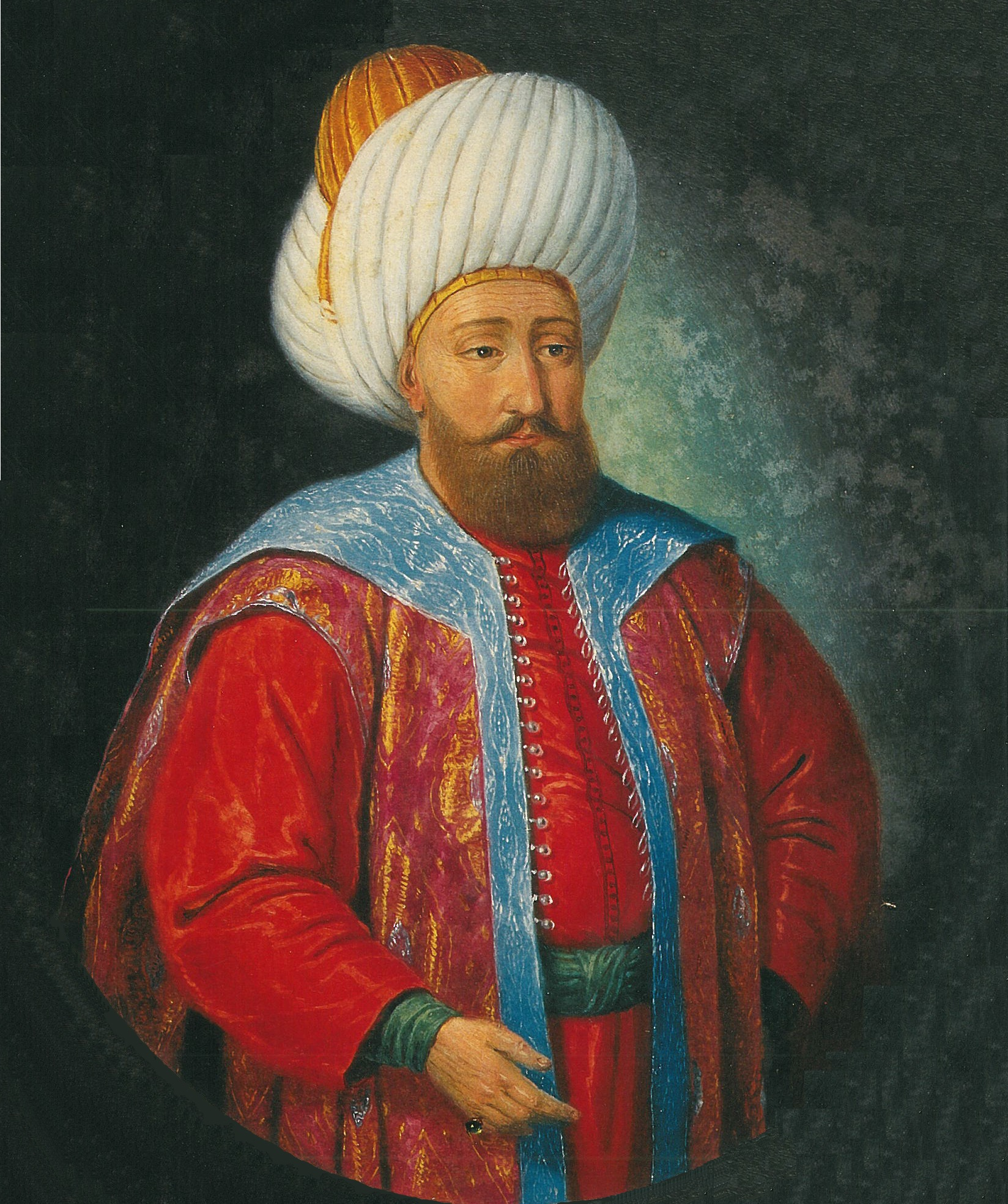
بايزيد الأول

مسكوكة بايزيد الأول

حرص سلاطين الدولة العثمانية وغيرهم من علية القوم على إرسال الأموال إلى مكة المكرمة في موسم الحج، وتعود أقدم وثيقة صرة عُثر عليها في الأرشيف العثماني إلى عهد السلطان الرابع بايزيد الأول (591-805هـ/1389-1402م) أي في عهد السلطة المملوكية على الحجاز ، فيما أشارت بعض المراجع إلى أن محمد الأول (816- 824هـ/1413-1421م) هو أول من أرسل الصرة إلى الحرمين الشريفين. وكان الاهتمام الكبير بالحجاز من السمات التي حافظ عليها كل السلاطين العثمانيين؛ وأولت جل اهتمامها بقوافل الحج والإشراف المباشر والفعلي على الحج. واهتمت بالطرق؛ فأقامت الحصون، والمخافر، والخانات، وحفرت الآبار على طول طرق الحج، وكانت تشرف على قوافل الحج الرئيسية التي كانت تخرج من أنحاء الدولة كافة في مواعيد محددة كل عام، وتضع لها قوة تحرسها، يقودها أحد كبار العسكريين.
كانت الدولة العثمانية تهتم اهتمامًا كبيرًا بمحمل الحج، حيث تبدأ بإعداده وتحضيره قبل الموسم بثلاثة أشهر، وتكلّف لجنة رفيعة المستوى ترتبط مباشرة بالصدر الأعظم «رئيس الوزراء» مهمتها متابعة أمور المحامل في الأقاليم الإسلامية، والإيعاز لولاة البلدان والأمصار بتلبية طلبات واحتياجات المحامل، وتوفير الأمان لها وتسهيل أمور القائمين عليها.
ولم تَسلم مكة والمشاعر المقدسة في العهد العثماني من تفشي عدد من الأوبئة والأمراض والتي غالبًا ما تكون بسبب الريح وتغير الأهوية، أو أنها أمراض وافدة مع الحجاج وتنتشر في المشاعر. كما تأثرت الأحوال الاقتصادية بسبب قلة الأمطار والقحط، حيث أدى ذلك إلى انتشار الفقر والغلاء بين الناس، وزاد الأمر سوءًا أن ذلك صاحبته الأوبئة بسبب ضنك العيش.

### مملكة الحجاز
استقل الأشراف بحكم الحجاز عن الدولة العثمانية في العام 1916 واستمرت مملكة الحجاز التي أسسها الشريف حسين بن علي نحو تسع سنوات، وكان للأوضاع السياسية في الجزيرة العربية وخارجها خلال تلك الفترة انعكاساتها على أمن الحج، ولم يكن هناك اهتمام كاف بشأن الحج، وكان السلب والنهب والقتل هي السائدة في الحجاز آنذاك، وفي عام 1923 وقع قتال شديد في المشاعر المقدسة بسبب عداء مذهبي، وأدى انعدام الأمن وانتشار الأوبئة في وقوع وفيات كبيرة بين الحجاج. فرض الشريف ضرائب باهظة على قوافل الحج، كما منع أهل نجد من أداء الفريضة، مما أثر على زعامته الدينية، ولم يستطع الوقوف أمام الحملة التي جهزها الملك عبد العزيز إلى الحجاز في عام 1924.

### العهد السعودي
قبل ضم الملك عبد العزيز بن عبد الرحمن آل سعود، أدى تدهور الأوضاع الأمنية في الجزيرة العربية إلى قلة أعداد الوافدين لأداء شعيرة الحج، بسبب فقدان الأمن، خصوصًا أن المعاناة والمظالم والمخاطر والأهوال المحدقة بالوافدين إلى الديار المقدسة معلومة لدى الجميع، وكانت أعداد الوافدين لأداء شعيرة الحج قلت قبل ضم ابن سعود للحجاز، بسبب تدهور الأوضاع الأمنية في الجزيرة العربية، إلا أن المشهد تغير بعد دخوله الحجاز، فقد أضحى أمن الحج يرتبط ارتباطًا كليًا بالأمن السائد في ربوع البلاد، خصوصًا المشاعر المقدسة التي تعدُّ أساس الحج، حيث يجتمع المسلمون فيها، وبذلك تكتظ هذه الأماكن وتزدحم بهم.
ودفع ذلك الملك عبد العزيز إلى إيجاد عدد من التنظيمات الإدارية التي تكفل التطبيق الصحيح للشريعة الإسلامية وتسهم في عملية حفظ الأمن، والتي حظيت فيما بعد بتحليلات الدارسين والمؤرخين للنجاح الذي حققته تلك التنظيمات في بناء الدولة.

#### أمن الحج وسلامة الحجاج
تؤكد المراجع قيام القادة السعوديين منذ بدء الدولة السعودية بالجولات الميدانية التفقدية لمشروعات المشاعر المقدسة ومناطقها، والإشراف المباشر على إعداد وسير ترتيباته الأمنية والصحية والإدارية وغيرها بالإضافة إلى متابعة مواكب الحج.

##### عهد الملك عبد العزيز

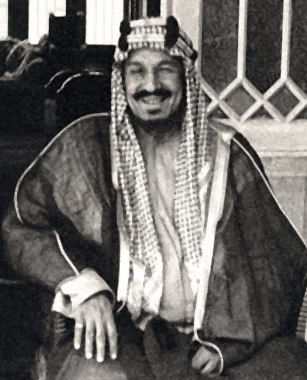
الملك عبد العزيز

كانت متطلبات الأمن من العوامل التي أثرت على التقسيم الإداري كما أن ظروف البيئة وصعوبة المواصلات والتوزيع السكاني علاوة على المؤثرات الأخرى زاد من إصرار الملك عبد العزيز على التقسيم الإداري. لذلك، كان ثاني عمل للملك عبد العزيز بعد توحيد البلاد وتحديد دستورها، هو تحقيق الأمن والاستقرار، وقال كلمته الشهيرة: «إن هذه البلاد لا يصلحها غير الأمن والسكون، لذلك أطلب من الجمع أن تخلدوا للراحة والطمأنينة، وإنما أحذر الجميع من نزغات الشياطين والاسترسال وراء الأهواء التي تنتج عنها إفساد الأمن في هذه الديار». ولأن الأماكن المقدسة تزدحم بالناس في أيام معدودات، فيستغلها الأشرار لممارسة عمليات السرقة والنهب، ولهذه الأمور اتخذ مؤسس الدولة السعودية إجراءات أمنية متعددة من خلال المراكز والمرافق الأمنية التي تقدم خدماتها للحجاج، وتمدهم بالمساعدة، وهذا أضاف المزيد من الراحة والاطمئنان مدة تأديتهم لنسكهم، فقد وضعت ترتيبات في منى وعرفات ومزدلفة ومكة المكرمة ولم تقتصر على جانب واحد، بل شملت جميع الجوانب الأمنية. يقول شكيب أرسلان الذي حج في عام 1348هـ «لو لم يكن من مآثر الحكم السعودي سوى هذه الأمنة الشاملة الوارفة الظلال على الأرواح والأموال التي جعلت صحاري الحجاز وفيافي نجد، آمن من شوارع الحواضر الأوروبية، لكان ذلك كافيًا في استجلاب القلوب واستنطاق الألسن في الثناء عليه».
نشرت قوات من الشرطة لتغطية خطة المرور في الحج في كل عام، وكانت مديرية الأمن العام تصدر تعليماتها خلال مواسم الحج لتنظيم السيارات أيام الحج، وهذه التعليمات تشمل ترتيب الصعود إلى عرفات الخاصة بالسيارات، ثم ترتيب نزولها إلى مزدلفة، ثم إلى منى، وبعد ذلك دخولها إلى مكة المكرمة في اليوم الثالث من أيام التشريق، كما تشمل هذه التعليمات والترتيبات تنسيق وتنظيم صعود ونزول الجمال إلى مكة.
وفي إطار منع أي عمل يخالف الشريعة الإسلامية، ويزعزع الأمن في المنطقة، منعت السلطات السعودية في موسم الحج 1349هـ/1931م، أي دعاية سياسية بين الوافدين، كما أمر الملك عبد العزيز مطلع عام 1359هـ/1940م، بنشر إعلانات يحظر بموجبها الاجتماعات ذات الصيغة السياسية، وصدر بلاغ رسمي تؤكد الحكومة فيه الغاية من الحج، ومنعها كل عمل يقصد منه غير عبادة الله وثوابه. كما منع في حج 1345هـ/1929م حمل السلاح، والتجول به في مكة أو المشاعر المقدسة لأي شخص كائن من كان، وجعل مراكز في الطرق خارج البلاد يستلمون السلاح من كل قادم بحرًا أو برًا ويعطونهم إيصال بما قبض منهم، فيردونه عليهم حين خروجهم.

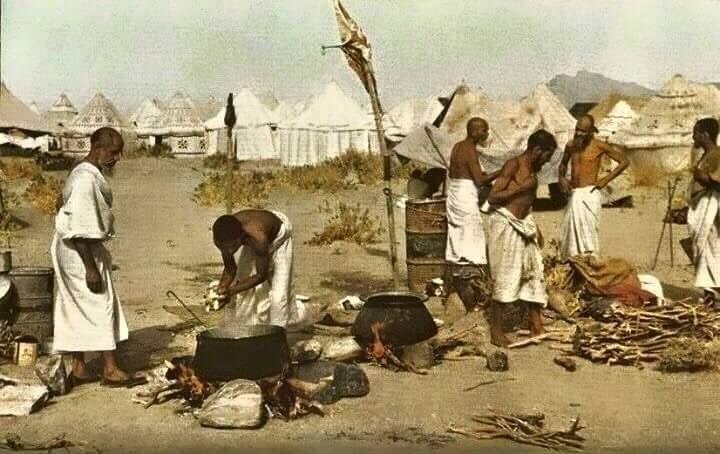
الحج عام 1965

كما أسهم الملك عبد العزيز في الحد من الحوادث والسرقات، وذلك بتطبيق الحدود الشرعية على المجرمين. وفي عام 1358هـ/1939م، قلّت حوادث السرقة والاعتداءات، ولم يتعرض الحجاج ولا أمتعتهم في المشاعر المقدسة لأي حادث بارز من هذه الحوادث، وذلك حسب البيانات الرسمية التي نشرت في صحيفة الدولة (أم القرى)، واستمر المؤشر الأمني في الارتفاع والتطور نتيجة الجهود الأمنية المبذولة، فقد كانت الحالة الأمنية لحج 1364هـ/1944م مستقرة، ولم ترصد الدوائر الأمنية فيه مشكلة مميزة في المشاعر.
ومن مظاهر الاهتمام الأمني، قيام مديرية الأمن العام سنويًا بالإعلان للقادمين للأماكن المقدسة من الحجاج عن أسماء مراكز الشرطة ومواقعها للاستعانة بها عند اللزوم فيما يتعلق بالإخبار عن حاج تائه، أو فقدان شيء للحاج، أو تعد عليهم من غيرهم. ومنعًا لاختلاط الأمور أمام الحجاج وتمييزًا لهذه المراكز حتى يستطيع الحاج الاهتداء إليها، زودت بالمصابيح الحمراء، وهي 15 مركزًا في مكة المكرمة، وخمسة مراكز في منطقة عرفات، وستة في منى.
وفي جانب تعزيز والوقاية الصحية داخل المشاعر المقدسة للحيلولة دون انتشار الأمراض المعدية داخلها نتيجة الاحتكاك والاتصال، تعددت مظاهر تلك الرعاية وتنوعت أشكالها، ومن أهمها:
- العناية بأمر المحاجر الصحية والتأكد من سلام الحجاج قبل دخولهم الأراضي المقدسة، وقد يتطلب ذلك تطعيم الحجاج ضد أمراض معينة، وتقديم شهادات التطعيم من منافذ الدخول للسعودية.
- العناية بصحة الحجاج، وتقديم العلاج المجاني لهم خلال مدة وجودهم في منطقة المشاعر.
- اتخاذ التدابير الوقائية التي تمنع انتشار الأمراض، وتحفظ سلامة البيئة.
- التأكد من مساكن الحجاج ومطابقتها للمواصفات الصحية ومكافحة الحشرات.
- تحسين موارد مياه الشرب في المشاعر وتطوير نظم إمدادها بما يضمن سلامتها من الأوبئة.
- مراقبة المجاري وأماكن تجمع المياه، وأماكن النفايات لمنع توالد الحشرات الناقلة للأمراض.
- تعميم المظلات الخشبية والأسمنتية في منطقة المشاعر بتوفير الظل الكافي الذي يقي الحجاج ضربات الشمس.

##### عهد الملوك سعود وفيصل وخالد
استمرت إجراءات الملك عبد العزيز في عهد الملكين سعود وفيصل، وساروا على ما رسمه والدهم. وفي عهد الملك خالد، في موسم حج عام 1395هـ/1975م، تم توزيع فرق الدفاع المدني على طريق منى، ودعمت بالتجهيزات الفنية التي تكفل مباشرة الحرائق من موقع الفرق، كما قامت المديرية في الجانب الاستعدادي لموسم الحج بإقامة معسكر تدريب، قبل بدء موسم الحج بأسبوعين للقيام بالتدريبات للمشاركين، كما شكلت فرقة للسلامة للقيام بجولات تفتيشية داخل منطقة منى لتقديم النصح للمطوفين والحجاج للعمل على تلافي مخاطر الوسائل المستخدمة في الإضاءة وطهي الطعام في المخيمات.
وبانقضاء موسم حج 1396هـ/1976م، كانت هناك دراسة لإنشاء طيران عمودي خاص بأعمال الدفاع المدني، وكانت بمنزلة قفزة نوعية في تطوير الدفاع المدني وأعماله وتجهيزاته، وانفرد بهذه الخدمة عن جميع أجهزة الدفاع المدني بالشرق الأوسط، وقد أمنت الدولة الطائرات العمودية لمكافحة الحرائق خصوصًا في الأماكن التي يصعب وصول آليات الدفاع إليها في المشاعر.

##### عهد الملكين فهد وعبد الله
منذ عام 1405هـ/1985م في عهد الملكين فهد وعبد الله، كان الأمير نايف بن عبد العزيز وزير الداخلية ورئيس لجنة الحج العليا آنذاك يقوم بجولات تفقدية على المشاعر المقدسة رغبة في توفير الأمن والرعاية لقاصديها. وتجند وزارة الداخلية في السعودية قطاعاتها المتمثلة في الأمن العام، والجوازات، والمرور، والدفاع المدني، للسهر على أمن حجاج بيت الله الحرام وسلامتهم.

##### عهد الملك سلمان

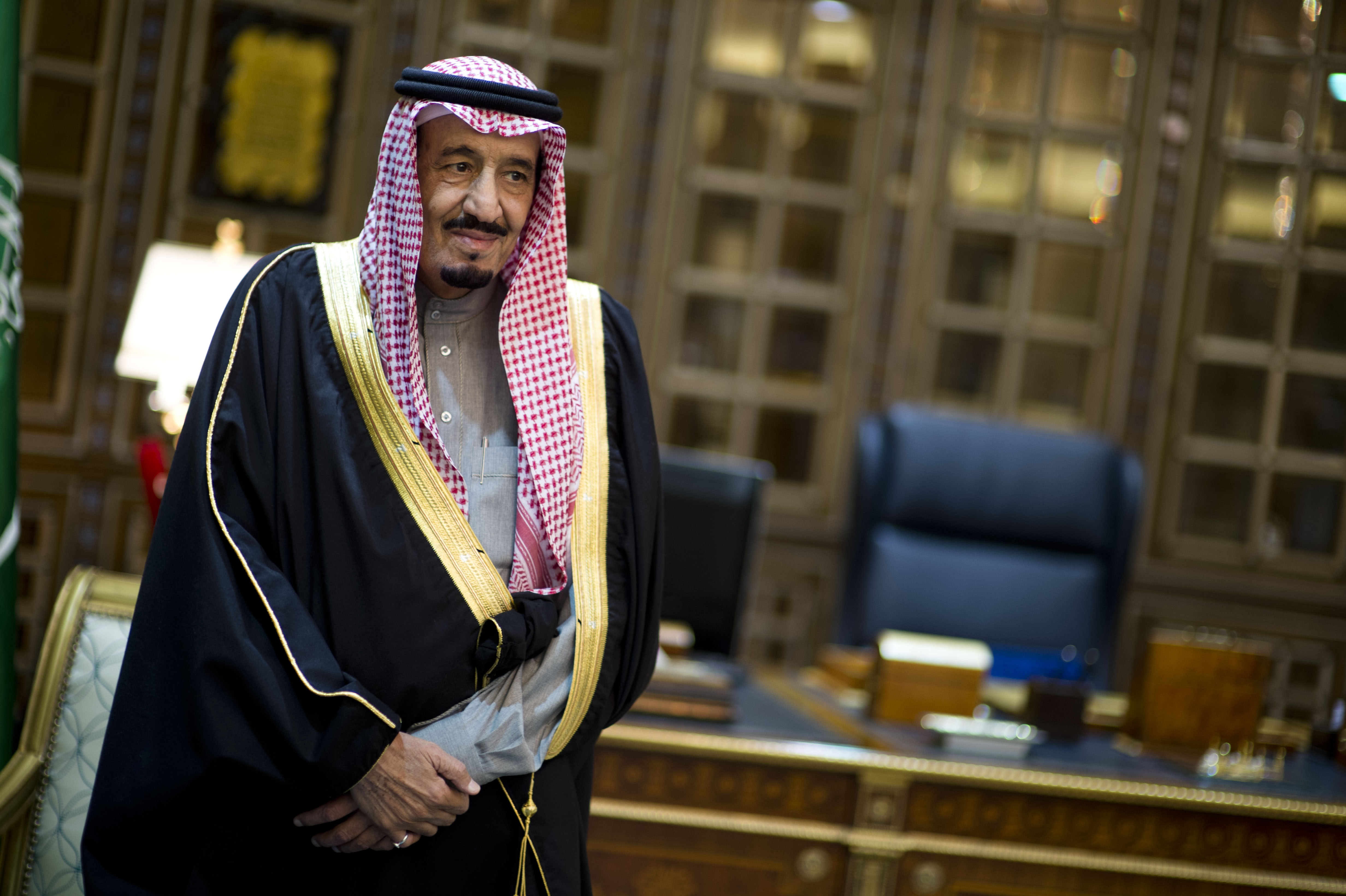
الملك سلمان

عزز الملك سلمان بن عبد العزيز من استخدام التقنية في المجالين الأمني والصحي، ومن ذلك استحداث السعودية نظام إلكتروني لإصدار تصاريح دخول المشاعر المقدسة يقرأ بالباركود، يساعد في القضاء على التزوير، ولا مجال فيه للخطأ.
ومن المشروعات التي استفادت منها المشاعر المقدسة في عهد الملك سلمان:
- تنفيذ مشروع تبريد مناخ منشأة الجمرات والاستفادة من المرحلة الأولى هذا الموسم، بتغطية مساحات الساحة الغربية وطرق العودة من الجمرات إلى منى، الهدف منه تخفيف درجات الحرارة على الحجاج وتقليل المشقة للعابرين في ساحات الجمرات، حيث تمتد شبكة المشروع لنحو 10 آلاف متر طولي، وتحتوي على 750 عمودا لرش رذاذ الماء المبرد عبر محطتين.
- إنشاء سلم خرساني ثابت للمشاة في جبل الرحمة حتى ساحات المشاة المحيطة به وبرج مراقبة.
- أعمال نظافة وتشغيل مجمعات دورات المياه الجديدة بالمشاعر المقدسة، وبلغ إجمالي عددها بالمشاعر الثلاثة 29,429 دورة مياه، أي ما يعادل 484 مجمع دورات.
- إنهاء الأعمال المتبقية في غرفة مضخات تصريف مياه السيول الخاصة بمحطة قطار المشاعر المقدسة منى 3 (الجمرات).
- استكمال أعمال محطة معالجة مخلفات الذبح بمسالخ المشاعر المقدسة بمنطقة المعيصم -مكة المكرمة، ووصلت المعدات والأجهزة من خارج السعودية وهي المولد الاحتياطي والمواد ضد الانفجار والطاحنات.

#### أبرز مشاريع السعودية في الحج

##### مشروع الخيام المطورة المضادة للحريق

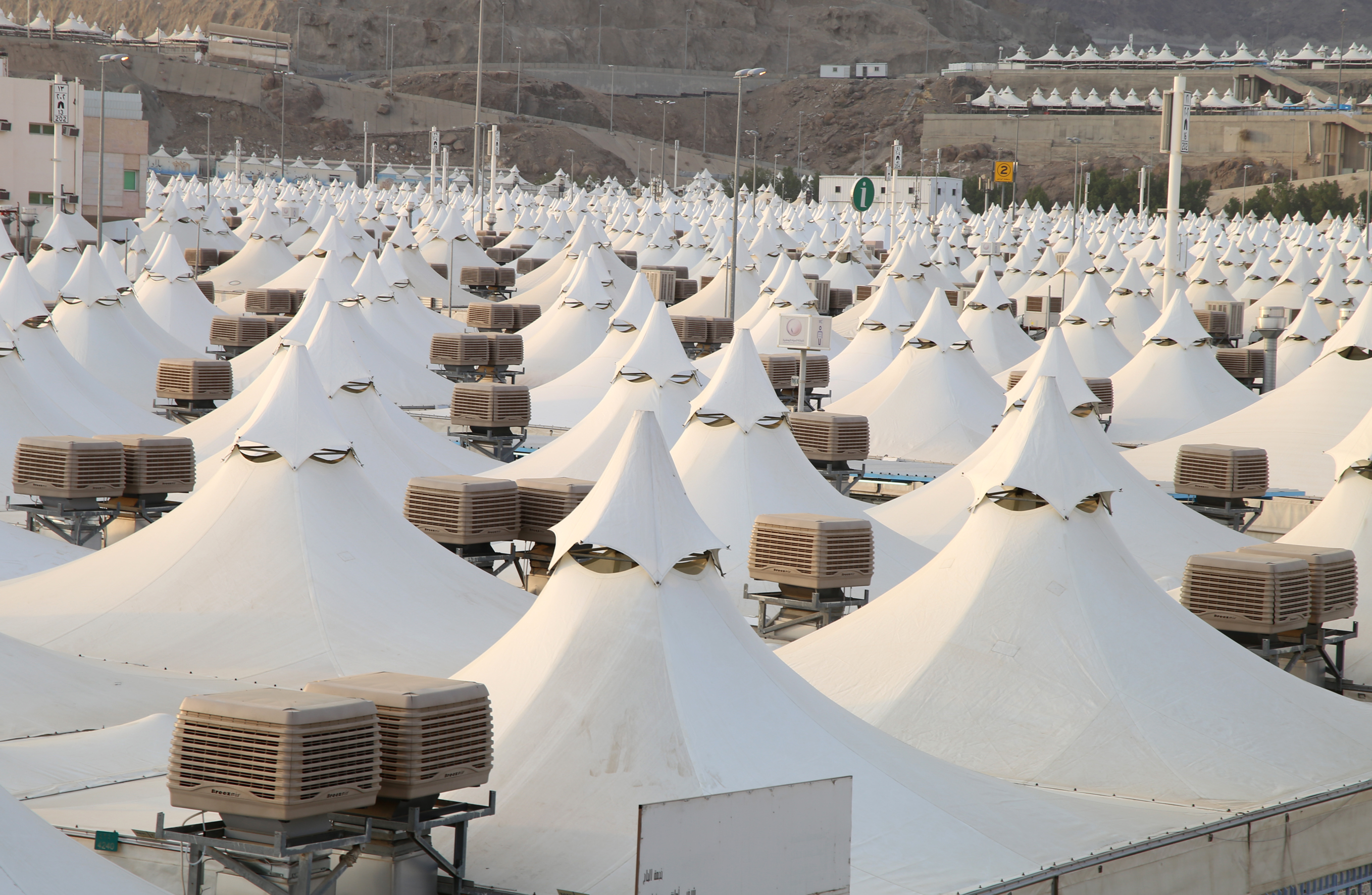
الخيام بمشعر منى

نشأ مشروع الخيام المقاومة للحريق لكثرة الحرائق في منى خلال موسم الحج عام 1417هـ/1997م، والذي شهد حريقًا كبيرًا ذهب ضحيته الكثير، وبناء على توجيهات الملك فهد بن عبد العزيز، صدر الأمر السامي بإيجاد السبل لاستيعاب أعداد الحجيج المتزايدة في منى في خيام ضد الحريق، وغير قابلة للاشتعال، ولا ينتج عن استعمالها غازات سامة.
جرت الاستعانة بعدد من الخبراء الألمان، كما كان المشروع نتاج بحوث ودراسات، وأفكار أساتذة وباحثين في الجامعات السعودية من المهتمين بأمور الحج، قامت بدراسة عدة بدائل مقترحة بعد دعوة الشركات العالمية المتخصصة في تصنيع المواد المقاومة أو غير القابلة للاحتراق.
وبدأ تنفيذ المشروع على ثلاثة مراحل اعتبارًا من حج عام 1418هـ، إلى أن أمكن الإفادة من مشروع الخيام المضادة للحريق في موسم حج 1421هـ/2001م، بنسبة 100%، بعد أن أنهت وزارة الأشغال والإسكان تنفيذ كافة المراحل، بحيث تم نشر الخيام على مساحة 2,5 مليون متر مربع، تتسع لأكثر من 1,6 مليون حاج، وتجاوزت تكلفته 2,9 مليار ريال سعودي.
واعتمد المشروع على خيام مصنوعة من الأنسجة الزجاجية المغطاة بالتفلون في نسيج الخيام، لمقاومتها العالية للاشتعال، وعدم انبعاث غازات سامة منها، كما زودت كل خيمة برشاشات للمياه تعمل بشكل تلقائي بمجرد استشعارها للحرارة، وبمجرد انبعاث المياه من هذه الرشاشات يُصدر صوت جهاز الإنذار في خيمة المطوف، للتنبيه إلى الخطر.
وفي جانب تقسيم مخيمات منى، فإنه قسمت كل قطعة أرض إلى عدة مخيمات، تحدها أسوار، مرتبطة ببعضها بممرات متناسقة، حيث يشكل كل مخيم جزءا من قطعة الأرض المحاطة بالممرات، مشتملة على الخدمات العامة، حيث يوجد في وسط المخيم مجموعة من دورات المياه والمواضئ، وعند المدخل خيمة مخصصة للمطوف، بجانبها تجهيزات توزيع الطاقة الكهربائية والمطبخ، وبجانبه مكب النفايات. وتمت إحاطة كل مخيم بأسوار معدنية تتخللها أبواب رئيسية وأخرى للطوارئ، يسهل فتحها من داخل المخيم، كما يتخلل المخيم ممرات تم رصفها وإنارتها وتزويدها بإشارات تدخل على مجموعات الخيام، ومخارج الطوارئ وغيرها من الخدمات.

##### قطار المشاعر المقدسة

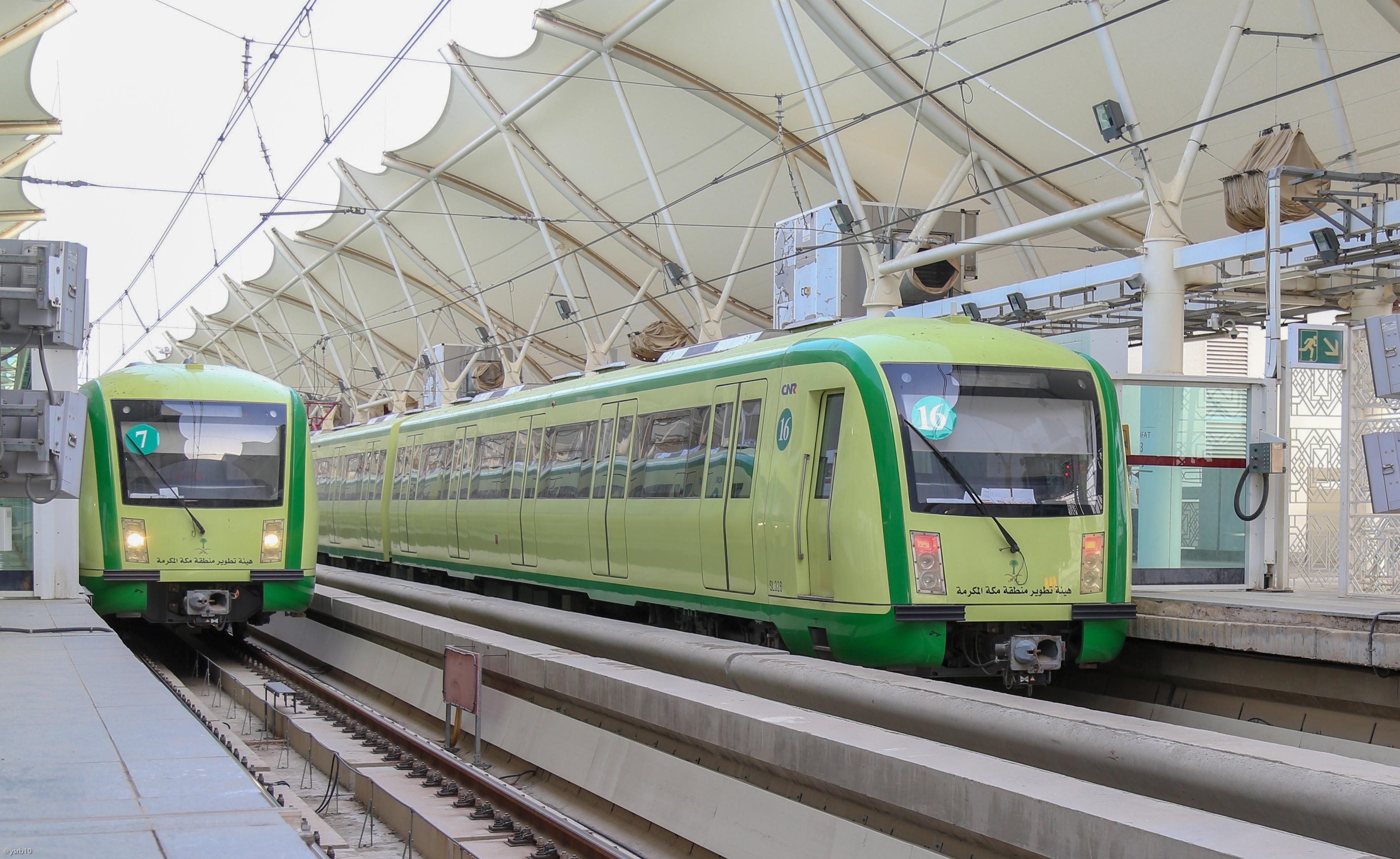
قطار المشاعر المقدسة

أنشأت المملكة العربية السعودية قطار المشاعر المقدسة، بتكلفة إجمالية بلغت 6,650,000,000 ريال. يعد من المشروعات التطويرية للتخفيف من الازدحام المروري، وسهولة التنقل، وسلامة البيئة، وساعد في الاستغناء عن أكثر من 30,000 حافلة.
بدأ تشغيله عام 1431هـ/2010م، وأصبحت الرحلة بين المشاعر المقدسة التي بها القطار لا تستغرق أكثر من بضع دقائق، وتبدأ المحطات الأولى للقطار من مشعر عرفات، وهي أول محطة من الجهة الجنوبية حيث يمر بثلاث محطات بها، ومثلها في مشعر مزدلفة، ثم مشعر منى ووسطه، وتكون المحطة الأخيرة عند الدور الرابع بجسر الجمرات.
ونقل القطار خلال موسم حج عام 1439هـ، مليوني حاج، عبر 1000 رحلة، خلال سبعة أيام فقط. حيث جهزت هيئة تطوير منطقة مكة المكرمة تسع محطات موزعة على عرفات ومنى ومزدلفة، واستخدام 60 بوابة للدخول والخروج.

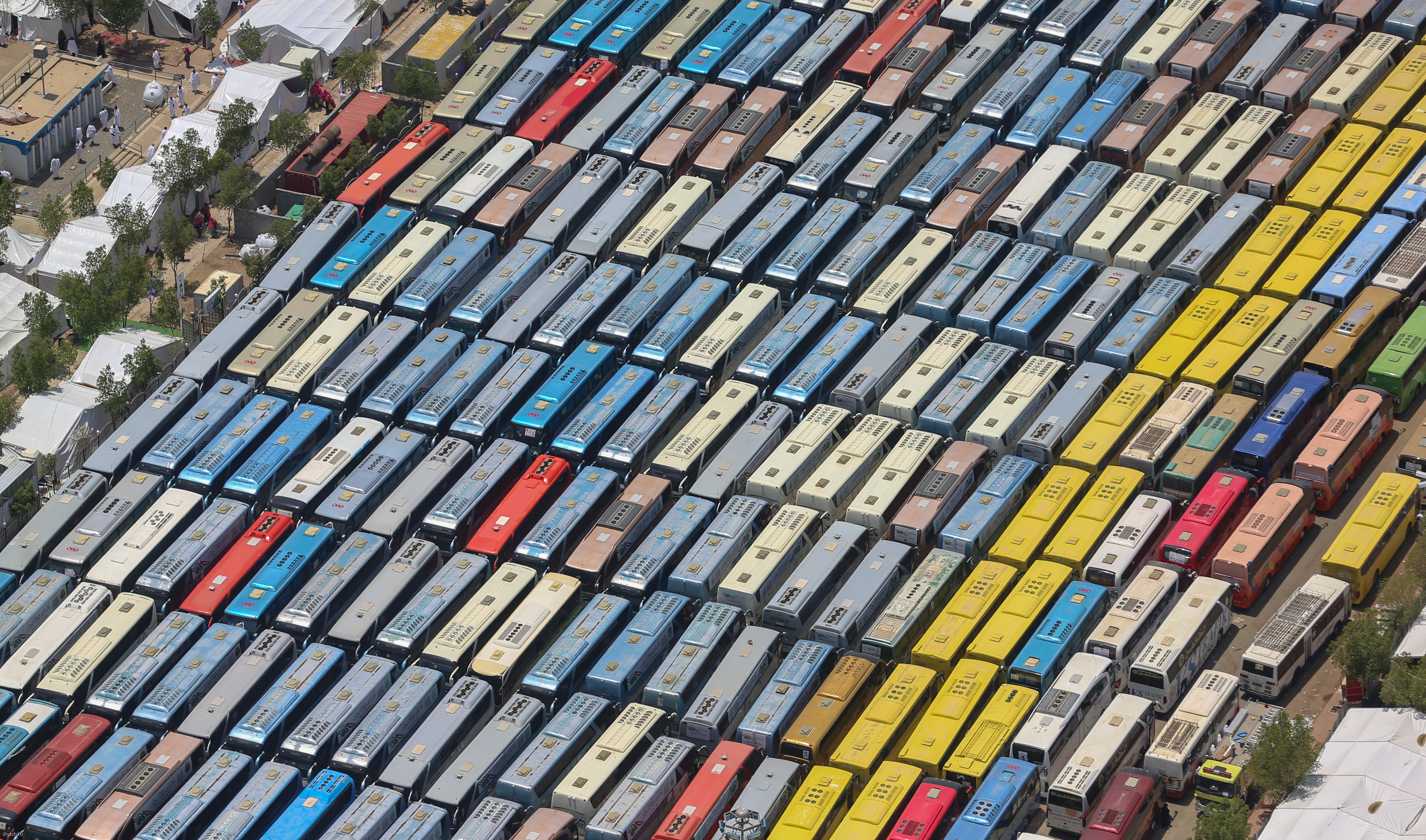
باصات النقل الترددي

##### النقل الترددي
يشكل النقل الترددي واحدا من المشاريع المهمة في تسريع عملية نقل الحجاج عبر طرق مستقلة ذات اتجاهين لذهاب وعودة الحافلات داخل مسار محكم باستخدام محطات إركاب مرقمة، ولتخفيض زمن انتقال الحجاج، إلى جانب تقليص أعداد الحافلات المستخدمة لنقل الحجاج، وزيادة الطاقة الاستيعابية لمسطح المشاعر لنزول الحجاج، وسهولة نقل الخدمات الطبية والغذائية والنظافة وخلافه، ورفع الضغط عن الشوارع والطرق، إضافة إلى كونه يعد منظومة علمية عملية تؤدي إلى نقل بزمن أقصر وتنظيم أيسر.
وأعلنت وزارة الحج والعمرة في السعودية في عام 1439هـ، عن إنشائها مركزًا لإدارة المشروعات التطويرية للنقل الترددي بالوزارة، والذي سيسرع عجلة التطوير لمشروعات النقل الترددي والمشاعر المقدسة.

##### مشروعات الجمرات وتطورها

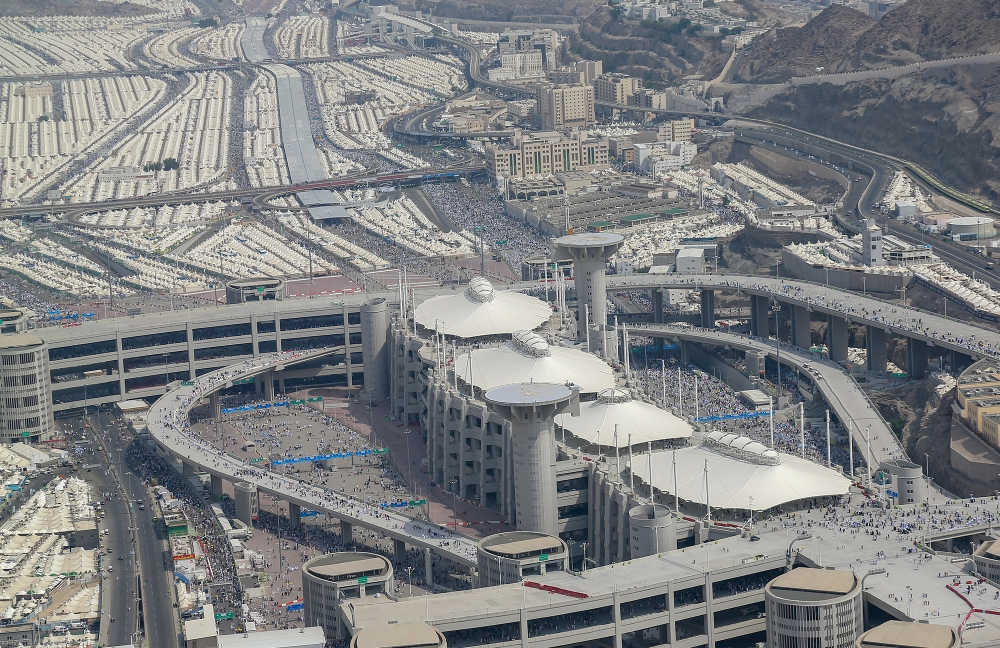
الجمرات

تقع منشأة الجمرات بمنى، وهي: جمرة العقبة، أو الجمرة الكبرى، تليها الجمرة الوسطى، ثم الجمرة الصغرى، ورميها في الحج واجب بإجماع المذاهب الإسلامية.
لقد نالت المشاعر المقدسة عامة، ومشعر منى والجمرات خاصةً عناية ملوك الدولة السعودية بدءًا من الملك عبد العزيز بن عبد الرحمن آل سعود، حتى الوقت الحالي. وذلك بهدف تيسير أداء النسك على الحجاج الذين يتنامى عددهم بشكل مضطرد. ولقد تطلبت هذه الزيادة الهائلة إيجاد المساحة الكافية لتيسير حركة الحجاج عند أداء نسكهم خصوصًا في أثناء رمي الجمار.
وفي 1382هـ/1962م، ظهرت فكرة إنشاء جسر من دورين يعلو الجمرات الثلاث، وقد سُئل محمد بن إبراهيم آل الشيخ عن ذلك من قبل وزير الأوقاف، حيث أجاب بأنه لا مانع منذ ذلك بشرط تحقيق المصلحة دون أي محذور شرعي.
ومن ذلك التاريخ أُحْدِثَ أكبر تغيير وقع للجمرات في العهد السعودي، وهو توسيع المنطقة المحيطة بها، وبناء جسر أعلى الجمرات الثلاث، جرى الانتهاء منه في 1395هـ/1975م، وبهذا يكون هناك مستويان لرمي الجمار، مستوى أرضي، ومستوى علوي.
وبمرور الوقت، أصبح الجسر لا يحتمل أيَّ أعمال تعديل، وأن منطقة الجمرات تحتاج إلى تطوير يتناسب مع الوضع الراهن، فرأت القيادة السعودية ضرورة تطوير المنطقة، وإنشاء جسر جديد يتناسب مع الزيادة المستمرة في أعداد الحجاج، ويتواكب مع التطور السريع في تقنية الإنشاءات، فجرى تكليف فريق عمل لعمل تصميم لجسر جديد يستوعب في المرحلة الأولى ثلاثة ملايين حاج، وفي الثانية خمسة ملايين حاج. وتم تدشينها في 1427هـ/2006م. ووصلت منشأة الجمرات خلال الوقت الحالي إلى خمسة أدوار.
ويعد جسر الجمرات من أبرز المشاريع في مشعر منى، بلغت تكلفته نحو 4.2 مليارات ريال، وطاقته الاستيعابية 500 ألف حاج في الساعة، صمم على أن تكون أساسات المشروع قادرة على تحمل 12 طابقا، وخمسة ملايين حاج في المستقبل إذا دعت الحاجة لذلك، ويتكون من خمسة طوابق، ويبلغ ارتفاع الدور الواحد 12 مترا، إضافة إلى تزويده بمهبط لطائرات مروحية لحالات الطوارئ وأنفاق أرضية ونظام تبريد متطور يعمل بنظام التكييف الصحراوي يضخ نوعا من الرذاذ على الحجاج والمناطق المحيطة بالجمرات، مما يسهم في خفض درجة الحرارة إلى نحو 29 درجة.

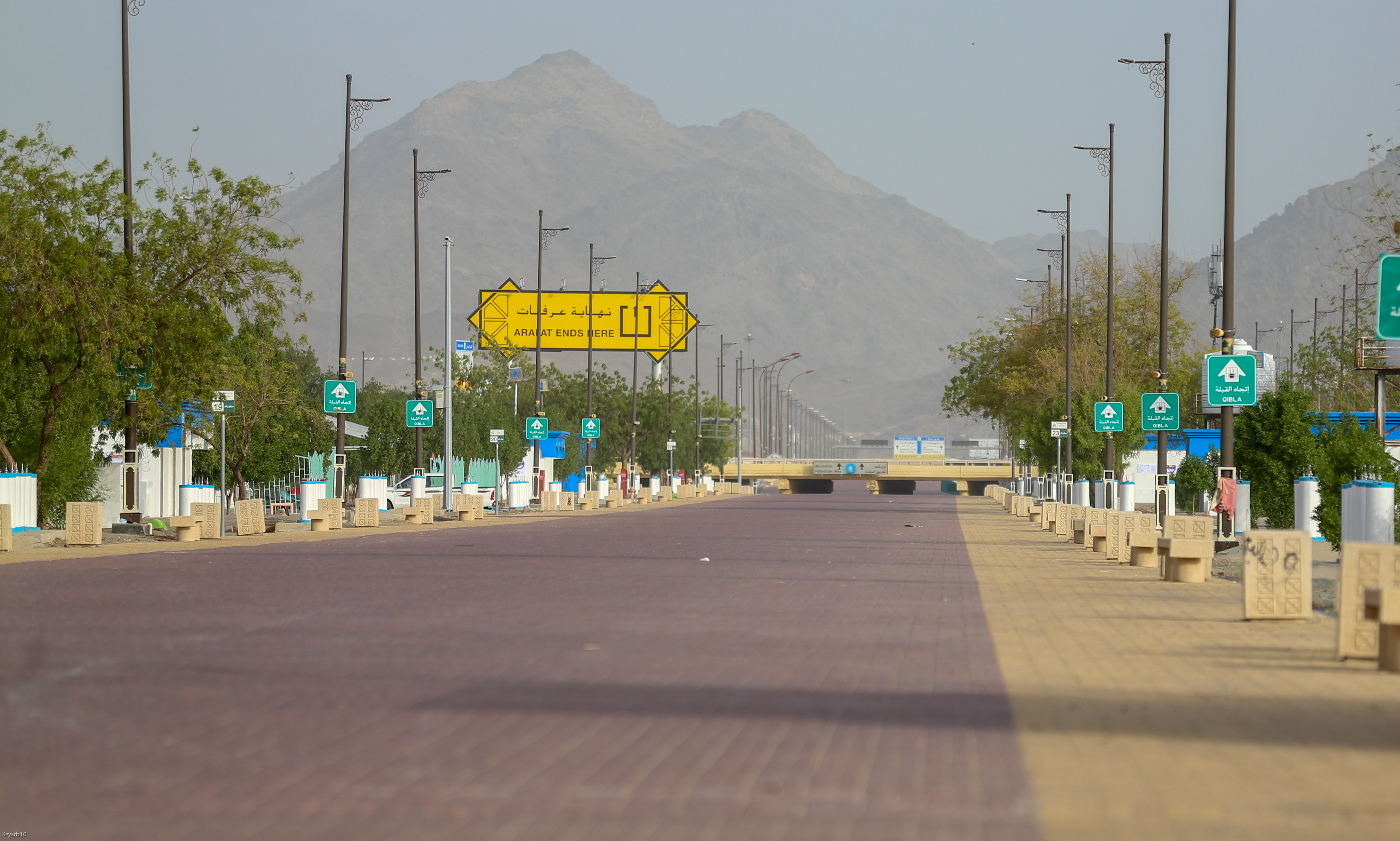
ممشى المشاعر المقدسة

##### أطول طريق للمشاة في العالم
في 2017م، انتهت أمانة العاصمة المقدسة طريق للمشاة مكون من أربعة مسارات تزيد على 25 كيلومترًا، وتمتد من منطقة جبل الرحمة بمشعر عرفات، وحتى مشعر منى مرورًا بمزدلفة، ليصبح بذلك من أطول طرق المشاة في العالم، حيث بلغ طول الطريق الأول 5100 متر طولي، والثاني 7580 مترا طوليا، والثالث 7556 مترًا طوليًا، والرابع 4620 مترًا طوليًا. وتشتمل هذه الطرق على 1000 كرسي لاستراحة الحجاج، و57 لوحة إرشادية، وأكثر من 400 عمود إنارة عالية التقنية، إضافة إلى 810 فانوس ضوئي، و25 برج إنارة بارتفاع 30 مترًا، و100 فانوس بقوة 100 واط، كما تم تركيب أكثر من 400 سلة نفايات على جانبي الطريق.
وأضافت الأمانة حواجز خرسانية لمنع دخول المركبات إلى طريق المشاة، مع تنفيذ عدد من المجسمات التي صُممت بما يتناسب مع قدسية المكان، ولتضفي مزيدًا من الراحة لسالكي الطريق. وتمتاز الكشافات الباعثة للضوء بشدة إضاءتها وقلة تكاليفها، مع قلة انبعاث الغازات الضارة.

##### أجهزة الرذاذ

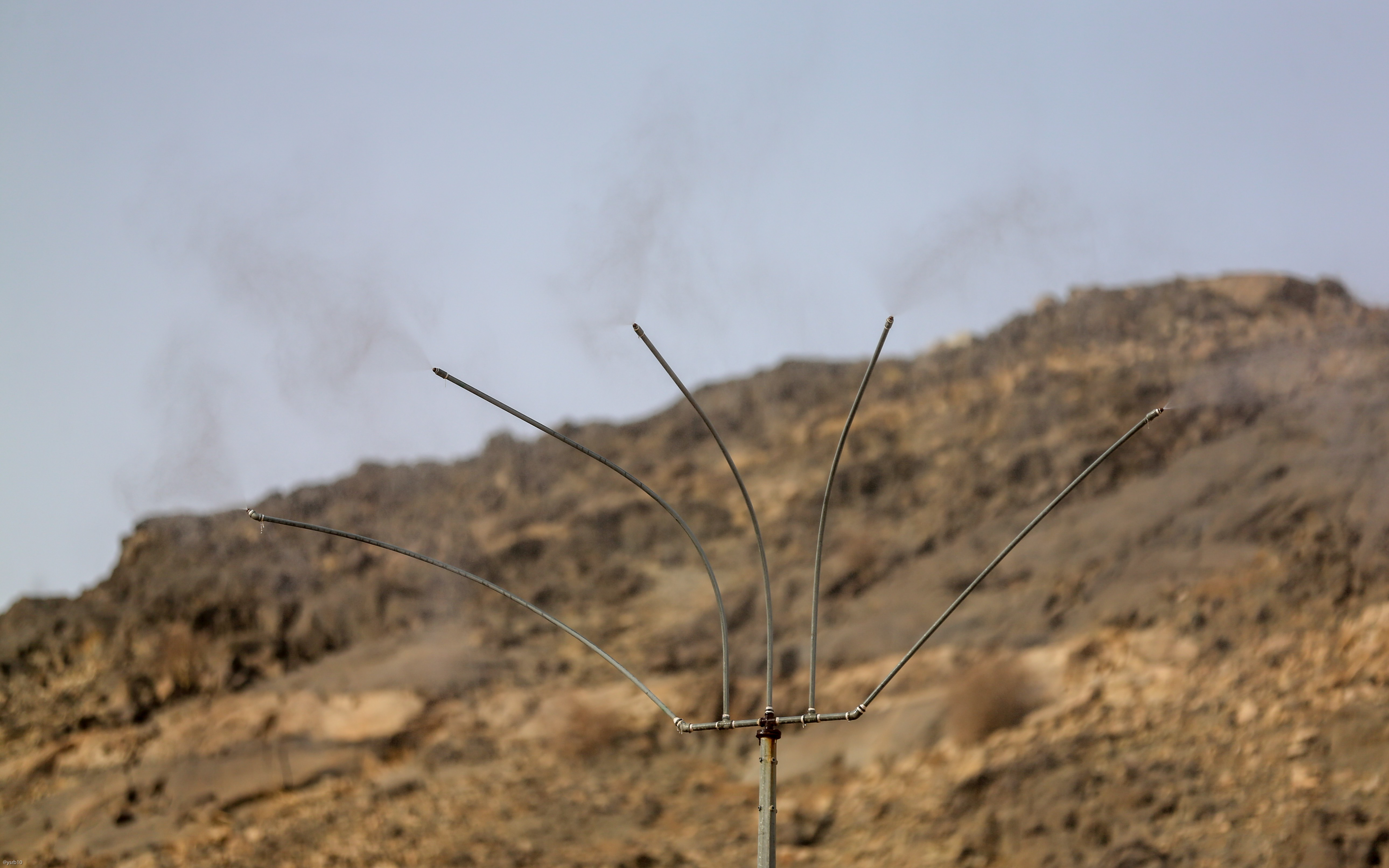
أجهزة الرذاذ

حرصت السعودية على أن تكون طرق المشاة ومنشأة الجمرات مزودة بأنظمة رش مياه مبردة، والتعامل مع درجة الحرارة المرتفعة على حجاج بيت الله الحرام خلال تفويجهم من مشعر عرفات إلى مزدلفة مرورًا إلى إفاضتهم إلى مشعر منى. حيث تعمل 61,250 بخاخ رذاذ داخل المشاعر المقدسة لتلطيف الأجواء وترطيبها ومساعدة الحجاج على أداء مناسكهم، وذلك ضمن مشروع تبريد المناخ. وتسهم هذه الأجهزة في خفض درجة حرارة المكان من 5 إلى 7 درجات، إضافةً إلى إخماد الأتربة المتطايرة من حركة الحافلات. ويصل طول تمديدات هذه الأعمدة إلى نحو 350 ألف متر، وتختلف من موقع إلى آخر. وتضخ محطات تبريد الماء التي وضعت في مواقع مختلفة بالمشاعر المقدسة الماء في تلك الأعمدة، لرشها على الحجاج خلال تنقلهم.
وينتشر في مشعر عرفات نحو 4000 عمود تبريد مناخ، تقوم بدور مهم في ترطيب الأجواء أثناء الوقفة في عرفة، في حين يبلغ عدد الأعمدة في منى 2500 عمود تضم نحو 12500 بخاخ رذاذ، وفي الجمرات نحو 750 عمود تضم 3750 بخاخًا.

## الأمراض والأوبئة في المشاعر المقدسة قديمًا
تميزت الطبيعة الجغرافية للمشاعر المقدسة بالمميزات الصحية، فطبوغرافيتها التضاريسية تشمل ثلاث نطاقات مشابهة لامتداد البحر الأحمر وجبل السروات متناسقة عامة مع الارتفاع التدريجي من جهة البحر غربًا، إلى جهة السروات شرقًا. ويلاحظ أن السمات التضاريسية، والمناخية للمشاعر المقدسة، لها أثرها في النواحي الصحية لقاطني هذه الأماكن وزائريها؛ وذلك لارتفاع درجات الحرارة، إضافة إلى طبيعة جبالها واختلاف تضاريسها، قد ترك أثرًا واضحًا في صحة بيئتها، وخلوها من الأمراض البلدانية المستوطنة؛ غير أن تأثير الرياح وتغير فصول السنة كان من أقوى أسباب الأمراض والأوبئة في المشاعر، فيلاحظ أنها خلت من الأمراض البلدانية، لكن تغير الهواء يتبعه تغير في الأبدان والصحة، وهو ما يحدث للحجاج بها إذ تتغير عليهم الأهوية والمناخ عما اعتادوه في بلدانهم.
ومن أسباب الأمراض والأوبئة الخطرة والسريعة التي كانت تنتشر في المشاعر، هي انتقال الأمراض الوافدة مع الحجاج عن طريق الهواء، خصوصًا الأمراض البلدانية سريعة الانتقال عن طريق الهواء؛ وأهم هذه الأمراض الوافدة:
- الجدري والحصبة: هما من جنس الأمراض الوافدة، وهي بثور صغار تخرج بالجسد ولها رؤوس كالإبر.
- الخناق الدفيري: نوع من الخوانيق وهي داء يمنع نفوذ النفس إلى الرئة والقلب منعًا باتًا، وهو مرض معد، حاد، يصيب اللوزتين والحلق والرئة.
- الحمى القرمزية: مرض معد حاد، يصيب الأطفال من سن 3 - 12 سنة، وهي من الأمراض الناتجة عن تلوث الغذاء.
- التيفوس (التيفود): مصدرها براز المرضى، ويصبح المخالطين حاملي ميكروب مؤقت يسبب نزيف معوي والتهاب رئوي، والتهاب العظام.
- الجذام: هو علة رديئة تحدث من انتشار المرة السوداء في البدن كله فتفسد مزاج الأعضاء وهيئتها وشكلها.
- الكزاز: يكون غالبًا مرضًا مزمنًا جرثوميًا تسببه بكتيريا تعيش في التربة، وفي الغبار، وفي روث الحيوانات.
- الهيضة: تكون إما من تدافع الغذاء في المعدة والأمعاء، وعلامته تقدم التخم، وكثرة الرياح في البطن قبله بأيام، ويبدأ بوجع ومغص البطن.
- الطاعون: مرض معد، يتسبب عن بكتيريا بيضوية عضوية تنتقل إلى الإنسان والقوارض بواسطة البراغيث، وتسبب بثور منها خضر، وحمر، وسود. والطاعون على أنواع.
- داء الكلب: مرض يتساقط شعر الرأس منه، وسمي بذلك لأعراضه الشبيهة بتصرفات الكلب، وعلامته احمرار العين، وخروج لسانه، وسيلان اللعاب من فمه، وأن يطأطئ رأسه على الأرض، ويعدو دائمًا.

## المشاعر المقدسة في الأدب
خص جمعٌ من الشعراء والأدباء المشاعر المقدسة بأبيات شعرية تنطق بشوقهم ولهفتهم إلى الوصول إليها وأداء نسكهم.
والأبيات التالية من قصيدة في العصر الجاهلي، قالها أبو طالب عم النبي محمد ﷺ.
وقال مضاض بن عمرو الجرهمي:
ويقول الحسين الورتيلاني:
وقال ابن القيم:

## المشاعر المقدسة في كتب الرحلات
أبدع الرحالون في وصف معالم المشاعر المقدسة، ومنهم رحالة غربيون أسهموا في تقديم رسومات توضيحية للمواقع والمعالم سواء الجغرافية أو المعمارية.

### عرفات
- الرّحالة السـّويسري بركهارت (1230هـ/1814م): «إنه يحيط بسهل عرفات جبال جرانيتيه جرداء على شكل قوس كبير، يمتد من الشرق إلى الجنوب الشرقي يمينًا ويسارًا. وقد عُلِّمت بداية عرفات بعلمين ظاهرين، مطليين باللون الأبيض، ومحاطين بأبراج»
- الأمير شكيب أرسلان 1348هـ/1929م:

- ابن جبير 578هـ/1182م - 586هـ/1190 - 593هـ/1196م:

- إبراهيم رفعت باشا 1318هـ/1900م:

### مزدلفة
- ابن جبير 578هـ/1182م - 586هـ/1190 - 593هـ/1196م:

- الدرعي 1196-1221هـ/1781-1796:

- محمد صادق باشا 1302-1303/1884-1885م:

- البتنوني 1327هـ/1909م:

### منى
- القاسم بن يوسف التجيبي 696هـ/1296م:

- الدرعي 1196-1221هـ/1781-1796:

- محمد صادق باشا 1302-1303/1884-1885م:

- المصور الفرنسي كورتيلمونت 1312هـ/1895م:

## معرض الصور
تظهر هذه الصورة مشاهدًا للمشاعر المقدسة أثناء اكتظاظها بالحجيج.

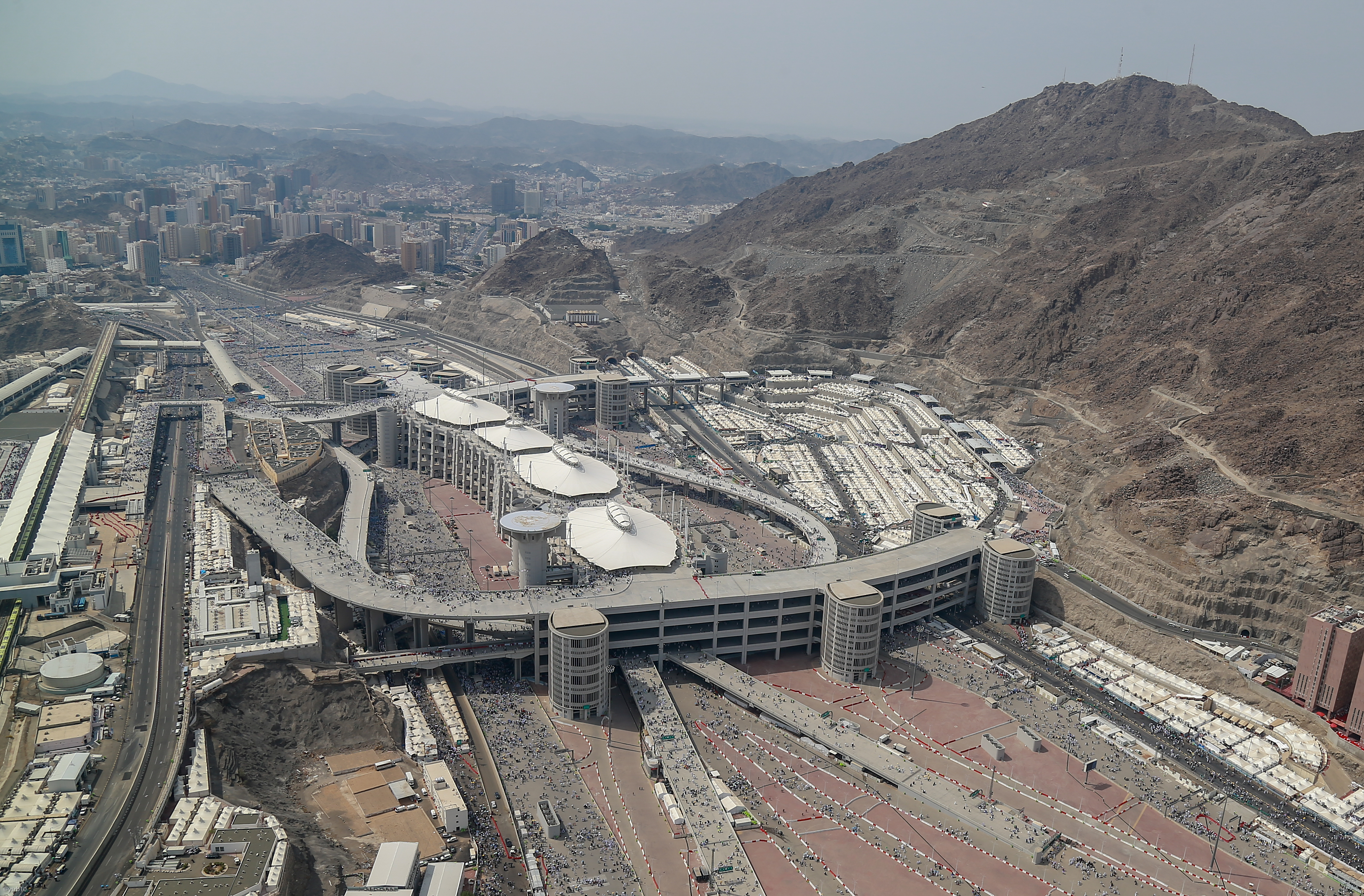
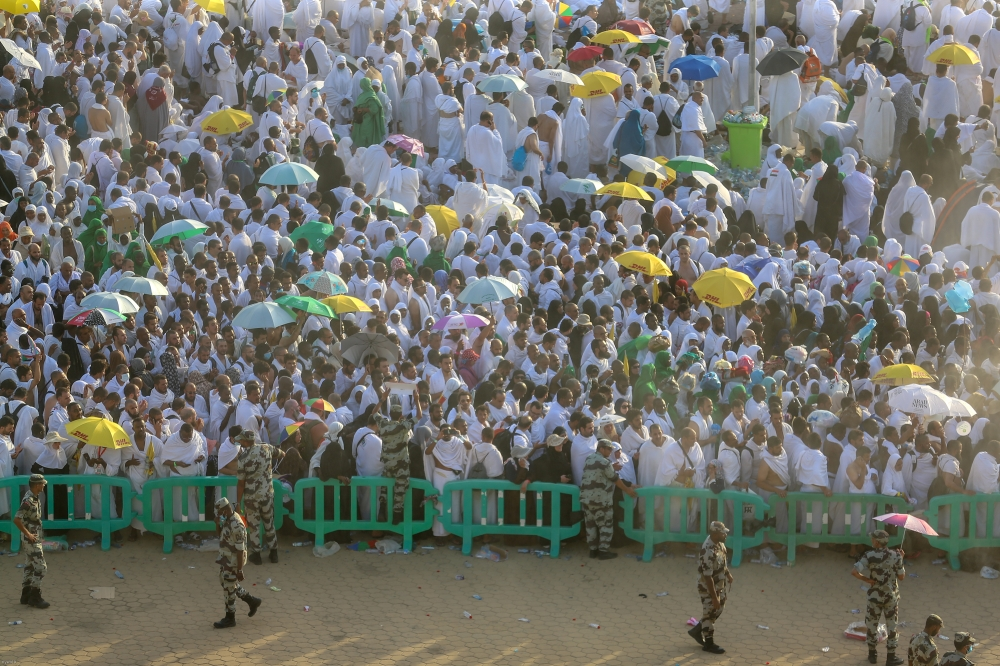
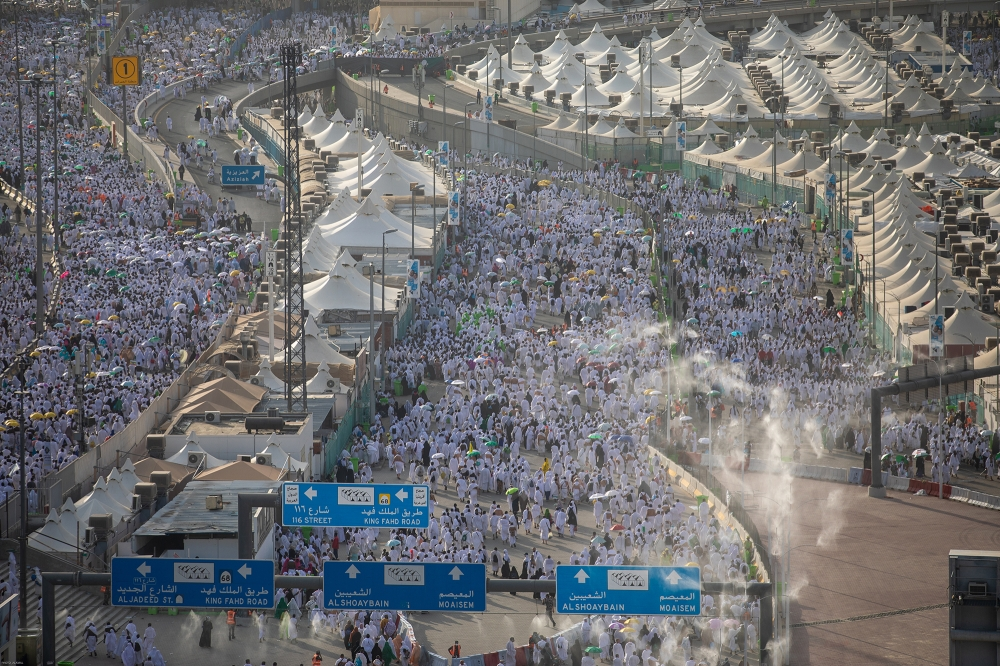

### حواش
- 1 الجَزَر: ما يَصلُحُ لأَن يُذبح من الشَّا.
- 2 الخَيْفُ : ما انحدر من غِلظِ الجبل وارتفع عن مَسِيل الماءِ.

## وصلات خارجية
- وزارة الحج والعمرة
- إمارة منطقة مكة المكرمة
- هيئة تطوير منطقة مكة المكرمة
- موقع مكاوي
- العالم في قلب المملكة